# Danh sách thủ đô và thủ phủ tại Hoa Kỳ
Đây là một danh sách các thủ đô và thủ phủ tại Hoa Kỳ, bao gồm các thủ phủ và thủ đô của tất cả các tiểu bang, lãnh thổ, vương quốc, và thuộc địa xưa và nay trên toàn lãnh thổ mà ngày nay là Hoa Kỳ.
Thành phố được chọn làm thủ đô hay thủ phủ cho một vùng nào đó có thể thay đổi theo thời gian, tiêu biểu trong thời gian phát triển dân số nhanh hay thời gian chính quyền bất ổn vì chiến tranh trong vùng. Khi các lãnh thổ bị phân chia ra thành những tiểu bang nhỏ hơn, đặc biệt là trong thế kỷ 19, thì các thủ phủ mới cũng cần được chọn cho các tiểu bang mới thành lập.

## Thủ phủ và thủ đô hiện tại

### Thủ đô quốc gia
Washington, D.C. là Thủ đô quốc gia của Hoa Kỳ từ năm 1800. Trước năm 1800 thủ đô của Mỹ là Philadelphia, PARIS

### Thủ phủ tiểu bang
Để xem các cựu thủ phủ tiểu bang Hoa Kỳ, xin xem Các cựu thủ phủ tiểu bang ở phía dưới.
Để xem thêm thông tin về các tiểu bang, xin xem Tiểu bang Hoa Kỳ.
Bảng danh sách các thủ phủ tiểu bang của Hoa Kỳ không thay đổi kể từ năm 1910 khi Oklahoma City thay thế Guthrie thành thủ phủ của tiểu bang Oklahoma. Bốn tiểu bang được công nhận là tiểu bang của Hoa Kỳ sau năm 1910 (Arizona và New Mexico năm 1912 và Alaska, Hawaii năm 1959), nhưng thủ phủ của bốn tiểu bang này vẫn giữ nguyên giống như khi còn là lãnh thổ từ trước năm 1910. Có thể là sẽ không có bất cứ tiểu bang nào hiện tại sẽ đổi thủ phủ trong tương lai gần vì tổn phí khá cao cho việc di chuyển chính quyền sang thủ phủ mới.
33 trong 50 tiểu bang, thủ phủ tiểu bang hiện tại không phải là thành phố đông dân nhất tiểu bang.
Trong bảng sau đây có ghi năm mà từ đó thủ phủ hiện tại vẫn liên tục là thủ phủ duy nhất. Trong số chín tiểu bang được ghi chú dưới đây, thủ phủ hiện tại đã là thủ phủ trước kia, nhưng có một số thành phố khác đã làm thủ phủ tạm thời.
| Tiểu bang     | Năm trở thành tiểu bang | Thủ phủ        | Thủ phủ từ | Thành phố đông dân nhất? | Dân số    | Ghi chú về thủ phủ hiện tại |
| ------------- | ----------------------- | -------------- | ---------- | ------------------------ | --------- | --- |
| Alabama       | 1819                    | Montgomery     | 1846       | Không                    | 200.127   | |
| Alaska        | 1959                    | Juneau         | 1906       | Không                    | 30.987    | |
| Arizona       | 1912                    | Phoenix        | 1889       | Phải                     | 1.475.834 | Phoenix là thủ phủ đông dân nhất của Hoa Kỳ. |
| Arkansas      | 1836                    | Little Rock    | 1836       | Phải                     | 184.564   | |
| California    | 1850                    | Sacramento     | 1854       | Không                    | 467.343   | Tối cao pháp viện California đặt ở San Francisco. |
| Colorado      | 1876                    | Denver         | 1867       | Phải                     | 566.974   | Denver City là thủ phủ của Lãnh thổ Colorado 1861-1862 và 1867-1876. |
| Connecticut   | 1788                    | Hartford       | 1875       | Không                    | 124.397   | Hartford cũng là thủ phủ 1639-1686 và 1689-1700, và là đồng thủ phủ với New Haven 1701-1875. |
| Delaware      | 1787                    | Dover          | 1777       | Không                    | 32.135    | |
| Florida       | 1845                    | Tallahassee    | 1824       | Không                    | 156.612   | |
| Georgia       | 1788                    | Atlanta        | 1868       | Phải                     | 483.108   | |
| Hawaii        | 1959                    | Honolulu       | 1845       | Phải                     | 371.657   | |
| Idaho         | 1890                    | Boise          | 1865       | Phải                     | 216.248   | |
| Illinois      | 1818                    | Springfield    | 1839       | Không                    | 111.454   | |
| Indiana       | 1816                    | Indianapolis   | 1825       | Phải                     | 791.926   | |
| Iowa          | 1846                    | Des Moines     | 1857       | Phải                     | 194.163   | Burlington là thủ phủ lãnh thổ từ 1838-1846. Iowa City là thủ phủ từ 1846-1857. |
| Kansas        | 1861                    | Topeka         | 1856       | Không                    | 122.327   | |
| Kentucky      | 1792                    | Frankfort      | 1792       | Không                    | 27.741    | |
| Louisiana     | 1812                    | Baton Rouge    | 1880       | Không                    | 224.097   | Baton Rouge cũng là thủ phủ từ 1849-1862. |
| Maine         | 1820                    | Augusta        | 1832       | Không                    | 18.560    | Augusta chính thức là thủ phủ từ 1827 nhưng lập pháp không có đóng ở đó cho đến 1832. |
| Maryland      | 1788                    | Annapolis      | 1694       | Không                    | 36.217    | Annapolis là thủ phủ phục vụ dài nhất tại Hoa Kỳ sau Santa Fe và Boston. |
| Massachusetts | 1788                    | Boston         | 1630       | Phải                     | 596.368   | Boston là thủ phủ phục vụ liên tục và dài nhất tại Hoa Kỳ. Khu vực thống kê kết hợp Boston-Worcester-Manchester bao gồm các thủ phủ của Thịnh vượng chung Massachusetts, tiểu bang New Hampshire, Tiểu bang Rhode Island và Providence.                                                                                     |
| Michigan      | 1837                    | Lansing        | 1847       | Không                    | 119.128   | Lansing là thủ phủ tiểu bang duy nhất mà không phải là quận lỵ của quận mà nó nằm bên trong đó. |
| Minnesota     | 1858                    | Saint Paul     | 1849       | Không                    | 287.151   | |
| Mississippi   | 1817                    | Jackson        | 1821       | Phải                     | 184.256   | |
| Missouri      | 1821                    | Jefferson City | 1826       | Không                    | 39.636    | |
| Montana       | 1889                    | Helena         | 1889       | Không                    | 25.780    | |
| Nebraska      | 1867                    | Lincoln        | 1867       | Không                    | 225.581   | |
| Nevada        | 1864                    | Carson City    | 1861       | Không                    | 57.701    | |
| New Hampshire | 1788                    | Concord        | 1808       | Không                    | 42.221    | Khu vực thống kê kết hợp Boston-Worcester-Manchester bao gồm các thủ phủ của Thịnh vượng chung Massachusetts, tiểu bang New Hampshire, Tiểu bang Rhode Island và Providence. |
| New Jersey    | 1787                    | Trenton        | 1784       | Không                    | 84.639    | |
| New Mexico    | 1912                    | Santa Fe       | 1610       | Không                    | 70.631    | Santa Fe là thủ phủ phục vụ dài nhất tại Hoa Kỳ. El Paso del Norte là thủ phủ của thuộc địa lưu vong Santa Fé de Nuevo Méjico trong thời Nổi loạn Pueblo năm 1680-1692. |
| New York      | 1788                    | Albany         | 1797       | Không                    | 95.993    | |
| Bắc Carolina  | 1789                    | Raleigh        | 1794       | Không                    | 359.332   | |
| Bắc Dakota    | 1889                    | Bismarck       | 1883       | Không                    | 55.532    | |
| Ohio          | 1803                    | Columbus       | 1816       | Phải                     | 730.657   | |
| Oklahoma      | 1907                    | Oklahoma City  | 1910       | Phải                     | 541.500   | Oklahoma City là thủ phủ tiểu bang hiện tại phục vụ ngắn nhất tại Hoa Kỳ. |
| Oregon        | 1859                    | Salem          | 1855       | Không                    | 149.305   | Salem ban đầu là thủ phủ năm 1851, nhưng Corvallis làm thủ phủ ngắn ngủi trong năm 1855. |
| Pennsylvania  | 1787                    | Harrisburg     | 1812       | Không                    | 48.950    | |
| Rhode Island  | 1790                    | Providence     | 1900       | Phải                     | 176.862   | Providence cũng là thủ phủ 1636-1686 và 1689-1776. Nó là một trong năm đồng thủ phủ 1776-1853, và là một trong hai đồng thủ phủ năm 1853-1900. Khu vực thống kê kết hợp Boston-Worcester-Manchester bao gồm các thủ phủ của Thịnh vượng chung Massachusetts, tiểu bang New Hampshire, Tiểu bang Rhode Island và Providence. |
| Nam Carolina  | 1788                    | Columbia       | 1786       | Phải                     | 122.819   | |
| Nam Dakota    | 1889                    | Pierre         | 1889       | Không                    | 13.876    | |
| Tennessee     | 1796                    | Nashville      | 1826       | Không                    | 607.413   | Nashville cũng là thủ phủ 1812-1818. |
| Texas         | 1845                    | Austin         | 1839       | Không                    | 709.893   | |
| Utah          | 1896                    | Salt Lake City | 1858       | Phải                     | 181.743   | |
| Vermont       | 1791                    | Montpelier     | 1805       | Không                    | 8.035     | Montpelier là thủ phủ tiểu bang ít dân nhất của Hoa Kỳ. |
| Virginia      | 1788                    | Richmond       | 1780       | Không                    | 195.251   | |
| Washington    | 1889                    | Olympia        | 1853       | Không                    | 42.514    | |
| Tây Virginia  | 1863                    | Charleston     | 1885       | Phải                     | 52.700    | Charleston cũng là thủ phủ 1870-1875. |
| Wisconsin     | 1848                    | Madison        | 1838       | Không                    | 221.551   | |
| Wyoming       | 1890                    | Cheyenne       | 1869       | Phải                     | 55.362    | |

### Thủ phủ vùng quốc hải
Một vùng quốc hải là một lãnh thổ của Hoa Kỳ mà không phải là một phần của bất cứ 50 tiểu bang nào của Hoa Kỳ và cũng không phải là một phần của Đặc khu Columbia, địa phận liên bang của quốc gia. Chỉ năm trong 14 vùng quốc hải là có dân cư; năm vùng này được liệt kê dưới đây. Có thêm ba quốc gia liên kết tự do (Cộng hòa Quần đảo Marshall, Liên bang Micronesia, Cộng hoà Palau) và thêm năm vùng tranh chấp giữa Hoa Kỳ và các quốc gia khác; xem Vùng quốc hải để biết thêm chi tiết.
| Vùng quốc hải            | Năm  | Thủ phủ          | Năm  | Ghi chú                                             |
| ------------------------ | ---- | ---------------- | ---- | --------------------------------------------------- |
| Samoa thuộc Mỹ           | 1899 | Pago Pago        | 1899 | Thủ phủ trên thực tế của Lãnh thổ Samoa thuộc Mỹ.   |
| Samoa thuộc Mỹ           | 1899 | Fagatogo         | 1967 | Thủ phủ chính thức của Lãnh thổ Samoa thuộc Mỹ.     |
| Guam                     | 1898 | Hagåtña          | 1668 | Thủ phủ của Lãnh thổ Guam.                          |
| Quần đảo Bắc Mariana     | 1947 | Saipan           | 1668 | Thủ phủ của Thịnh vượng chung Quần đảo Bắc Mariana. |
| Puerto Rico              | 1898 | San Juan         | 1521 | Thủ phủ của Thịnh vượng chung Puerto Rico.          |
| Quần đảo Virgin thuộc Mỹ | 1917 | Charlotte Amalie | 1871 | Thủ phủ của Quần đảo Virgin thuộc Mỹ.               |

## Các cựu thủ đô quốc gia

### Hoa Kỳ
Từ năm 1765 đến 1800, Quốc hội Hoa Kỳ đã họp ở nhiều địa điểm khác nhau; vì thế, các thành phố sau đây có thể được nói từng là thủ đô của Hoa Kỳ:
Quốc hội Đạo luật Con dấu (Stamp Act Congress)
- Thành phố New York, New York: Tháng 10 năm 1765

Đệ nhất Quốc hội Lục địa (First Continental Congress)
- Philadelphia, Pennsylvania: 5 tháng 9 năm 1774 đến 24 tháng 10 năm 1774.

Đệ nhị Quốc hội Lục địa (Second Continental Congress)
- Philadelphia, Pennsylvania: 10 tháng 5 năm 1775 đến 12 tháng 12 năm 1776
- Baltimore, Maryland: 20 tháng 12 năm 1776 đến 27 tháng 2 năm 1777
- Philadelphia, Pennsylvania: 4 tháng 3 năm 1777 đến 18 tháng 9 năm 1777
- Lancaster, Pennsylvania: 27 tháng 9 năm 1777 (một ngày)
- York, Pennsylvania: 30 tháng 9 năm 1777 đến 27 tháng 6 năm 1778
- Philadelphia, Pennsylvania: 2 tháng 7 năm 1778 đến 1 tháng 3 năm 1781

Các điều khoản Liên hiệp (Articles of Confederation)
- Philadelphia, Pennsylvania: 1 tháng 3 năm 1781 đến 21 tháng 6 năm 1783
- Princeton, New Jersey: 30 tháng 6 năm 1783 đến 4 tháng 11 năm 1783
- Annapolis, Maryland: 26 tháng 11 năm 1783 đến 19 tháng 8 năm 1784
- Trenton, New Jersey: 1 tháng 11 năm 1784 đến 24 tháng 12 năm 1784
- New York, New York: 11 tháng 1 năm 1785 đến mùa thu năm 1788

Hiến pháp
- New York City, New York: 4 tháng 3 năm 1789 đến 5 tháng 12 năm 1790
- Philadelphia, Pennsylvania: 6 tháng 12 năm 1790 đến 14 tháng 5 năm 1800
- New York City, New York: 15 tháng 5 năm 1800 đến 16 tháng 11 năm 1800
- Washington, D.C.: 17 tháng 11 năm 1800 đến hiện tại
- Leesburg, Virginia: Tháng 9 năm 1814 - Khi George Washington bị người Anh bãi chức trong Chiến tranh năm 1812, toàn bộ chính quyền cùng với các tài liệu và hồ sơ bao gồm Hiến pháp và Tuyên ngôn Độc lập đào tẩu sang Virginia và lánh nạn trong khu tự quản Leesburg

### Cộng hòa Vermont
Trước khi gia nhập vào Hoa Kỳ như tiểu bang thứ 14, Vermont là một cộng hòa độc lập được biết với tên gọi Cộng hòa Vermont. Hai thành phố phục vụ như thủ đô của nước cộng hòa này:
- Westminster, 1777
- Windsor, 1777-1791

### Vương quốc và Cộng hòa Hawaii
Trước khi trở thành lãnh thổ của Hoa Kỳ năm 1898, Hawaii là một quốc gia độc lập. Hai thành phố phục vụ như thủ đô của nó:
- Lāhainā là thủ đô của Vương quốc Hawaii, 1820–1845.
- Honolulu
  - Là thủ đô của Vương quốc Hawaii, 1845–17 tháng 1 năm 1893.
  - Là thủ phủ của Chính phủ Lâm thời Hawaii sau khi chế độ quân chủ của Hawaii bị lật đổ ngày 17 tháng 1 năm 1893 đến 4 tháng 7 năm 1894.
  - Là thủ đô của Cộng hòa Hawaii khi nó được thành lập ngày 4 tháng 7 năm 1894 cho đến khi Cộng hòa này bị sáp nhập vào Hoa Kỳ ngày 7 tháng 7 năm 1898 dưới Giải pháp Newlands để trở thành Lãnh thổ Hawaii.

### Cộng hòa Texas
Trước khi gia nhập Hoa Kỳ vào năm 1845, Texas là một quốc gia độc lập được biết như là Cộng hòa Texas. 7 thành phố phục vụ như thủ đô của nó là:
- Washington (bây giờ là Washington-on-the-Brazos), 1836
- Harrisburg, 1836
- Galveston, 1836
- Velasco, 1836
- Columbia, 1836
- Houston, 1837–1839
- Austin, 1839–1845

### Cộng hòa California
Trước khi bị sáp nhập vào Hoa Kỳ năm 1846, California là một cộng hòa độc lập được biết như là Cộng hòa California. Cộng hòa California chưa bao giờ được Hoa Kỳ công nhận. Lúc đó Hoa Kỳ luôn cho rằng chính phủ quân sự Hoa Kỳ có tổng hành dinh ở Monterey là chính quyền hợp pháp của vùng. Có một thủ đô de facto của Cộng hòa California:
- Sonoma, 1846

### Liên minh các tiểu bang miền nam Hoa Kỳ
Liên minh các tiểu bang miền nam Hoa Kỳ (Confederate States of America) có ba thủ đô trong lúc tồn tại.
Đại hội Hiến pháp của Liên minh được tổ chức tại Montgomery, Alabama vào tháng 12 năm 1860 vì nó là thành phố có ảnh hưởng và rộng lớn nhất về mặt địa lý ở trung tâm 7 tiểu bang Liên minh ban đầu (Nam Carolina, Georgia, Alabama, Florida, Mississippi, Louisiana và Texas) có kế hoạch rút lui khỏi Liên bang.
Thủ đô đầu tiên của Liên minh được thiết lập vào ngày 4 tháng 2 năm 1861 tại Montgomery và ở đó cho đến khi nó được dời về Richmond sau khi Virginia gia nhập Liên minh ngày 23 tháng 5 năm 1861.
Khi Binh đoàn Bắc Virginia bị đẩy lui xa về miền nam và Richmond rơi vào tay quân đội Liên bang đầu năm 1865, chính phủ Liên minh dùng con đường sắt duy nhất còn sử dụng được tháo chạy về Danville ngày 2 tháng 4 năm 1865.
Các thủ phủ tiểu bang của Liên minh vẫn như củ khi mỗi tiểu bang ly khai khỏi Liên bang. Một vài thủ phủ được dời đi tạm thời trong một nỗ lực tránh xa các cuộc tiến công của quân đội Liên bang. Khi các vùng của Liên minh bị chiếm đóng, Quân đội Hoa Kỳ thiết lập các quân khu để tiếp quản mỗi vùng. Các quân khu này thường hay di dời theo nhịp độ tiến triển của cuộc chiến.
Sau khi Tướng Robert E. Lee đầu hàng tại Appomattox, Virginia và kết thúc Nội chiến Hoa Kỳ ngày 9 tháng 4 năm 1865, mười một tiểu bang miền nam ly khai khỏi Hoa Kỳ để tại nên Liên minh các tiểu bang miền nam Hoa Kỳ dần dần có các Thương nghị sĩ và Dân biểu của họ được Quốc hội Hoa Kỳ công nhận. Bắt đầu là tiểu bang Tennessee ngày 24 tháng 7 năm 1866, kế là Arkansas ngày 22 tháng 6 năm 1868, Louisiana, Florida, Bắc Carolina và Nam Carolina ngày 25 tháng 6 năm 1868, tiếp theo là Alabama ngày 14 tháng 7 năm 1868, kế tiếp là Virginia ngày 26 tháng 1 năm 1870, tiếp theo là Mississippi ngày 23 tháng 2 năm 1870, tiếp theo là Texas ngày 30 tháng 3 năm 1870 và cuối cùng là Georgia ngày 15 tháng 7 năm 1870.
- Montgomery, Alabama, 4 tháng 2 năm 1861 - 29 tháng 5 năm 1861
- Richmond, Virginia, 6 tháng 5 năm 1861 (tuyên bố) – 3 tháng 4 năm 1865
- Danville, Virginia, 3 tháng 4 năm 1865 - 10 tháng 4 năm 1865

## Cựu thủ phủ tiểu bang
Đa số mười ba thuộc địa ban đầu có thủ phủ bị người Anh chiếm đóng hay tấn công trong Cuộc cách mạng Mỹ. Chính quyền tiểu bang phải hoạt động ở bất cứ nơi nào mà họ có thể. Thành phố New York bị quân đội Anh chiếm đóng từ năm 1776 đến 1783. Tình hình tương tự xảy ra trong Chiến tranh năm 1812, trong Nội chiến Hoa Kỳ tại các bang liên hiệp miền nam, và trong Cuộc nổi loạn Pueblo năm 1680-1692 tại New Mexico.
Hai mươi hai thủ phủ tiểu bang đã và đang là thủ phủ lâu đời hơn các tiểu bang của chúng được trở thành tiểu bang vì chúng đã phục vụ như thủ phủ của một lãnh thổ, thuộc địa, hay nước cộng hòa tiền nhiệm. Boston, Massachusetts là một thành phố thủ phủ liên tục kể từ năm 1630, như vậy nó là thủ phủ lâu dài và liên tục nhất của Hoa Kỳ. Santa Fe, New Mexico là một thành phố thủ phủ lâu dài nhất mà đã trở thành thủ phủ vào năm 1610 và chỉ bị gián đoạn bởi Cuộc nổi loạn Pueblo năm 1680-1692. Boston, Santa Fe, và Annapolis là ba thành phố Hoa Kỳ là thủ phủ trên 300 năm.
- Tiểu bang và thủ đô hiện tại được trình bày bằng chữ đậm.
- Năm ghi ra cho từng thủ phủ là năm khởi đầu; năm cuối là năm khởi đầu của một thủ phủ kế nhiệm, nếu không thì sẽ có ghi chú.
- Năm mà tình trạng tiểu bang được công nhận được trình bày bằng chữ đậm.

| Tiểu bang                           | Thủ phủ                                                            | Năm  | Ghi chú |
| ----------------------------------- | ------------------------------------------------------------------ | ---- | --- |
| Alabama Là tiểu bang năm 1819       | San Agustín (FL)                                                   | 1565 | Thủ phủ của thuộc địa Florida thuộc Tây Ban Nha. |
| Alabama Là tiểu bang năm 1819       | Savannah (GA)                                                      | 1733 | Thủ phủ của Thuộc địa Georgia thuộc Anh. |
| Alabama Là tiểu bang năm 1819       | Savannah (GA)                                                      | 1755 | Thủ phủ của Tỉnh Georgia thuộc Anh. |
| Alabama Là tiểu bang năm 1819       | Savannah (GA)                                                      | 1776 | Các thủ phủ của Tiểu bang Georgia. |
| Alabama Là tiểu bang năm 1819       | Augusta (GA)                                                       | 1779 | Các thủ phủ của Tiểu bang Georgia. |
| Alabama Là tiểu bang năm 1819       | Heard's Fort (GA)                                                  | 1780 | Các thủ phủ của Tiểu bang Georgia. |
| Alabama Là tiểu bang năm 1819       | Augusta (GA)                                                       | 1781 | Các thủ phủ của Tiểu bang Georgia. |
| Alabama Là tiểu bang năm 1819       | Savannah (GA)                                                      | 1782 | Các thủ phủ của Tiểu bang Georgia. |
| Alabama Là tiểu bang năm 1819       | Ebenezer (GA)                                                      | 1782 | Các thủ phủ của Tiểu bang Georgia. |
| Alabama Là tiểu bang năm 1819       | Savannah (GA)                                                      | 1784 | Các thủ phủ của Tiểu bang Georgia. |
| Alabama Là tiểu bang năm 1819       | Augusta (GA)                                                       | 1786 | Các thủ phủ của Tiểu bang Georgia. |
| Alabama Là tiểu bang năm 1819       | Louisville (GA)                                                    | 1796 | Các thủ phủ của Tiểu bang Georgia. |
| Alabama Là tiểu bang năm 1819       | Natchez (MS)                                                       | 1798 | Các thủ phủ của Lãnh thổ Mississippi. |
| Alabama Là tiểu bang năm 1819       | Washington (MS)                                                    | 1802 | Các thủ phủ của Lãnh thổ Mississippi. |
| Alabama Là tiểu bang năm 1819       | St. Stephens                                                       | 1817 | Thủ phủ của Lãnh thổ Alabama. |
| Alabama Là tiểu bang năm 1819       | Huntsville                                                         | 1819 | Các thủ phủ của Tiểu bang Alabama. |
| Alabama Là tiểu bang năm 1819       | Cahawba                                                            | 1820 | Các thủ phủ của Tiểu bang Alabama. |
| Alabama Là tiểu bang năm 1819       | Tuscaloosa                                                         | 1826 | Các thủ phủ của Tiểu bang Alabama. |
| Alabama Là tiểu bang năm 1819       | Montgomery                                                         | 1846 | Thủ phủ của Tiểu bang Alabama. (Thủ phủ của Liên minh các bang miền nam Hoa Kỳ in 1861.) |
| Alaska Là tiểu bang năm 1959        | Novo-Arkhangelsk Sitka                                             | 1808 | Thủ phủ của thuộc địa Alaska thuộc Nga. |
| Alaska Là tiểu bang năm 1959        | Novo-Arkhangelsk Sitka                                             | 1867 | Thủ phủ của Khu hành chính Alaska (Department of Alaska). |
| Alaska Là tiểu bang năm 1959        | Novo-Arkhangelsk Sitka                                             | 1900 | Các thủ phủ của Đặc khu Alaska (District of Alaska). |
| Alaska Là tiểu bang năm 1959        | Juneau                                                             | 1906 | Các thủ phủ của Đặc khu Alaska (District of Alaska). |
| Alaska Là tiểu bang năm 1959        | Juneau                                                             | 1912 | Thủ phủ của Lãnh thổ Alaska. |
| Alaska Là tiểu bang năm 1959        | Juneau                                                             | 1959 | Thủ phủ của Tiểu bang Alaska. |
| Arizona Là tiểu bang năm 1912       | Santa Fe (NM)                                                      | 1848 | Thủ phủ của chính quyền lâm thời Hoa Kỳ tại New Mexico 1848-1850. |
| Arizona Là tiểu bang năm 1912       | Santa Fe (NM)                                                      | 1850 | Thủ phủ của U.S. Lãnh thổ New Mexico 1850-1912. |
| Arizona Là tiểu bang năm 1912       | Mesilla (NM)                                                       | 1862 | Thủ phủ của Lãnh thổ Arizona thuộc Liên minh các bang miền nam Hoa Kỳ (Nam New Mexico và Arizona 1862).                                                                                            |
| Arizona Là tiểu bang năm 1912       | San Antonio (TX)                                                   | 1862 | Thủ phủ chính phủ lưu vong của Lãnh thổ Arizona thuộc Liên hiệp các bang miền Nam Hoa Kỳ 1862-1865.                                                                                                |
| Arizona Là tiểu bang năm 1912       | Fort Whipple                                                       | 1863 | Các thủ phủ của Lãnh thổ Arizona của Hoa Kỳ. |
| Arizona Là tiểu bang năm 1912       | Prescott                                                           | 1864 | Các thủ phủ của Lãnh thổ Arizona của Hoa Kỳ. |
| Arizona Là tiểu bang năm 1912       | Tucson                                                             | 1867 | Các thủ phủ của Lãnh thổ Arizona của Hoa Kỳ. |
| Arizona Là tiểu bang năm 1912       | Prescott                                                           | 1877 | Các thủ phủ của Lãnh thổ Arizona của Hoa Kỳ. |
| Arizona Là tiểu bang năm 1912       | Phoenix                                                            | 1889 | Các thủ phủ của Lãnh thổ Arizona của Hoa Kỳ. |
| Arizona Là tiểu bang năm 1912       | Phoenix                                                            | 1912 | Thủ phủ của Tiểu bang Arizona. |
| Arkansas Là tiểu bang năm 1836      | Saint-Louis San Luis St. Louis (MO)                                | 1765 | Thủ phủ của đặc khu Tây Ban Nha Alta Louisiana (mặc dù đa số là người nói tiếng Pháp) |
| Arkansas Là tiểu bang năm 1836      | Saint-Louis San Luis St. Louis (MO)                                | 1800 | Thủ phủ của đặc khu Pháp la Haute-Louisiane. |
| Arkansas Là tiểu bang năm 1836      | Saint-Louis San Luis St. Louis (MO)                                | 1804 | Thủ phủ của Đặc khu Louisiana (dưới quyền của Lãnh thổ Indiana.) |
| Arkansas Là tiểu bang năm 1836      | Saint-Louis San Luis St. Louis (MO)                                | 1805 | Thủ phủ của Lãnh thổ Louisiana. |
| Arkansas Là tiểu bang năm 1836      | Saint-Louis San Luis St. Louis (MO)                                | 1812 | Thủ phủ của Lãnh thổ Missouri. |
| Arkansas Là tiểu bang năm 1836      | Arkansas Post                                                      | 1819 | Các thủ phủ của Lãnh thổ Arkansaw. |
| Arkansas Là tiểu bang năm 1836      | Little Rock                                                        | 1821 | Các thủ phủ của Lãnh thổ Arkansaw. |
| Arkansas Là tiểu bang năm 1836      | Little Rock                                                        | 1836 | Thủ phủ của Tiểu bang Arkansas. (Washington là thủ phủ tiểu bang thuộc Liên minh các bang miền nam Hoa Kỳ 1863-1865.)                                                                              |
| California Là tiểu bang năm 1850    | Loreto (BCS)                                                       | 1768 | Các thủ phủ của các thuộc địa Tây Ban Nha las Californias. |
| California Là tiểu bang năm 1850    | Presidio Reál de San Carlos de Monterey Monterey                   | 1777 | Các thủ phủ của các thuộc địa Tây Ban Nha las Californias. |
| California Là tiểu bang năm 1850    | Presidio Reál de San Carlos de Monterey Monterey                   | 1804 | Thủ phủ của tỉnh Tây Ban Nha Alta California. |
| California Là tiểu bang năm 1850    | Presidio Reál de San Carlos de Monterey Monterey                   | 1821 | Thủ phủ của tỉnh México Alta California. |
| California Là tiểu bang năm 1850    | Presidio Reál de San Carlos de Monterey Monterey                   | 1846 | Thủ phủ của chính quyền quân sự Hoa Kỳ California. |
| California Là tiểu bang năm 1850    | Presidio Reál de San Carlos de Monterey Monterey                   | 1849 | Thủ phủ của chính phủ lâm thời California. |
| California Là tiểu bang năm 1850    | Pueblo de San José de Guadalupe San Jose                           | 1850 | Các thủ phủ của Tiểu bang California |
| California Là tiểu bang năm 1850    | Vallejo                                                            | 1852 | Các thủ phủ của Tiểu bang California |
| California Là tiểu bang năm 1850    | Benicia                                                            | 1853 | Các thủ phủ của Tiểu bang California |
| California Là tiểu bang năm 1850    | Sacramento                                                         | 1854 | Các thủ phủ của Tiểu bang California |
| Colorado Là tiểu bang năm 1876      | Denver City                                                        | 1859 | Các thủ phủ của Lãnh thổ Jefferson ngoài vòng pháp luật. |
| Colorado Là tiểu bang năm 1876      | Golden City                                                        | 1860 | Các thủ phủ của Lãnh thổ Jefferson ngoài vòng pháp luật. |
| Colorado Là tiểu bang năm 1876      | Denver City                                                        | 1861 | Các thủ phủ của Lãnh thổ Colorado. |
| Colorado Là tiểu bang năm 1876      | Colorado City                                                      | 1862 | Các thủ phủ của Lãnh thổ Colorado. |
| Colorado Là tiểu bang năm 1876      | Golden City                                                        | 1862 | Các thủ phủ của Lãnh thổ Colorado. |
| Colorado Là tiểu bang năm 1876      | Denver City Denver                                                 | 1867 | Các thủ phủ của Lãnh thổ Colorado. |
| Colorado Là tiểu bang năm 1876      | Denver City Denver                                                 | 1876 | Thủ phủ của Tiểu bang Colorado. |
| Connecticut Là tiểu bang năm 1776   | Fort Amsterdam (NY)                                                | 1625 | Thủ phủ của thuộc địa Hà Lan Nieuw-Nederland. |
| Connecticut Là tiểu bang năm 1776   | Hartford                                                           | 1639 | Thủ phủ của Thuộc địa Connecticut thuộc Anh 1639-1686. |
| Connecticut Là tiểu bang năm 1776   | New-Haven                                                          | 1640 | Thủ phủ của Thuộc địa New-Haven thuộc Anh cho đến khi nó sáp nhập vào Thuộc địa Connecticut năm 1662.                                                                                              |
| Connecticut Là tiểu bang năm 1776   | Boston (MA)                                                        | 1686 | Thủ phủ của Lãnh thổ tự trị New England tại Mỹ châu thuộc Anh. |
| Connecticut Là tiểu bang năm 1776   | Hartford                                                           | 1689 | Thủ phủ của Thuộc địa Connecticut thuộc Anh. |
| Connecticut Là tiểu bang năm 1776   | Các thủ phủ phối hợp                                               | 1701 | Hartford và New-Haven phục vụ như "đồng thủ phủ" của Thuộc địa Connecticut thuộc Anh, quốc hội tổ chức phiên họp tháng 5 tại Hartford và phiên họp tháng 10 tại New-Haven.                         |
| Connecticut Là tiểu bang năm 1776   | Các thủ phủ phối hợp                                               | 1707 | Hartford và New-Haven đồng thủ phủ của Thuộc địa Connecticut thuộc Anh. |
| Connecticut Là tiểu bang năm 1776   | Các thủ phủ phối hợp                                               | 1776 | Hartford và New Haven đồng thủ phủ của Tiểu bang Connecticut. |
| Connecticut Là tiểu bang năm 1776   | Hartford                                                           | 1875 | Thủ phủ của Tiểu bang Connecticut. |
| Delaware Là tiểu bang năm 1776      | Fort Kristina                                                      | 1638 | Thủ phủ của thuộc địa Thụy Điển Nya Sverige. |
| Delaware Là tiểu bang năm 1776      | Fort Amsterdam Nieuw-Amsterdam New-York Nieuw-Oranje New-York (NY) | 1655 | Thủ phủ của tỉnh Hà Lan Nieuw-Nederland. |
| Delaware Là tiểu bang năm 1776      | Fort Amsterdam Nieuw-Amsterdam New-York Nieuw-Oranje New-York (NY) | 1664 | Thủ phủ của Thuộc địa New-York của Anh. |
| Delaware Là tiểu bang năm 1776      | Fort Amsterdam Nieuw-Amsterdam New-York Nieuw-Oranje New-York (NY) | 1673 | Thủ phủ của chính phủ quân sự Hà Lan Nieuw-Nederland. |
| Delaware Là tiểu bang năm 1776      | Fort Amsterdam Nieuw-Amsterdam New-York Nieuw-Oranje New-York (NY) | 1674 | Thủ phủ của Thuộc địa New-York của Anh. |
| Delaware Là tiểu bang năm 1776      | Philadelphia (PA)                                                  | 1682 | Thủ phủ của Thuộc địa Pennsylvania của Anh. |
| Delaware Là tiểu bang năm 1776      | New-Castle                                                         | 1704 | Thủ phủ của các quận Hạ Delaware của Anh. |
| Delaware Là tiểu bang năm 1776      | New-Castle                                                         | 1707 | Thủ phủ của các quận Hạ Delaware của Anh. |
| Delaware Là tiểu bang năm 1776      | New-Castle                                                         | 1776 | Các thủ phủ của Tiểu bang Delaware. |
| Delaware Là tiểu bang năm 1776      | Dover                                                              | 1777 | Các thủ phủ của Tiểu bang Delaware. |
| Florida Là tiểu bang năm 1845       | Fort de la Caroline                                                | 1564 | Thủ phủ của thuộc địa Pháp Pháo đài Caroline 1564-1565. |
| Florida Là tiểu bang năm 1845       | San Agustín St. Augustine                                          | 1565 | Thủ phủ của thuộc địa Florida thuộc Tây Ban NHa 1565-1763. |
| Florida Là tiểu bang năm 1845       | San Agustín St. Augustine                                          | 1763 | Thủ phủ của Thuộc địa East Florida thuộc Anh 1763-1783. |
| Florida Là tiểu bang năm 1845       | San Agustín St. Augustine                                          | 1783 | Thủ phủ của thuộc địa Tây Ban Nha Florida Oriental 1783-1821. |
| Florida Là tiểu bang năm 1845       | Santa María de Ochuse Pensacola                                    | 1763 | Thủ phủ của Thuộc địa West Florida của Anh 1763-1783. |
| Florida Là tiểu bang năm 1845       | Santa María de Ochuse Pensacola                                    | 1783 | Thủ phủ của thuộc địa Tây Ban Nha Florida Occidental 1783-1821. |
| Florida Là tiểu bang năm 1845       | Tallahassee                                                        | 1824 | Thủ phủ của Lãnh thổ Florida. |
| Florida Là tiểu bang năm 1845       | Tallahassee                                                        | 1845 | Thủ phủ của Tiểu bang Florida. |
| Georgia Là tiểu bang năm 1776       | San Agustín (FL)                                                   | 1565 | Thủ phủ của thuộc địa Florida thuộc Tây Ban Nha. |
| Georgia Là tiểu bang năm 1776       | Savannah (GA)                                                      | 1733 | Thủ phủ của Thuộc địa Georgia thuộc Anh. |
| Georgia Là tiểu bang năm 1776       | Savannah (GA)                                                      | 1755 | Thủ phủ của Tỉnh Georgia thuộc Anh. |
| Georgia Là tiểu bang năm 1776       | Savannah (GA)                                                      | 1776 | Các thủ phủ của Tiểu bang Georgia. |
| Georgia Là tiểu bang năm 1776       | Augusta                                                            | 1779 | Các thủ phủ của Tiểu bang Georgia. |
| Georgia Là tiểu bang năm 1776       | Heard's Fort                                                       | 1780 | Các thủ phủ của Tiểu bang Georgia. |
| Georgia Là tiểu bang năm 1776       | Augusta                                                            | 1781 | Các thủ phủ của Tiểu bang Georgia. |
| Georgia Là tiểu bang năm 1776       | Savannah                                                           | 1782 | Các thủ phủ của Tiểu bang Georgia. |
| Georgia Là tiểu bang năm 1776       | Ebenezer                                                           | 1782 | Các thủ phủ của Tiểu bang Georgia. |
| Georgia Là tiểu bang năm 1776       | Savannah                                                           | 1784 | Các thủ phủ của Tiểu bang Georgia. |
| Georgia Là tiểu bang năm 1776       | Augusta                                                            | 1786 | Các thủ phủ của Tiểu bang Georgia. |
| Georgia Là tiểu bang năm 1776       | Louisville                                                         | 1796 | Các thủ phủ của Tiểu bang Georgia. |
| Georgia Là tiểu bang năm 1776       | Milledgeville                                                      | 1807 | Các thủ phủ của Tiểu bang Georgia. |
| Georgia Là tiểu bang năm 1776       | Macon                                                              | 1864 | Các thủ phủ của Tiểu bang Georgia. |
| Georgia Là tiểu bang năm 1776       | Milledgeville                                                      | 1865 | Các thủ phủ của Tiểu bang Georgia. |
| Georgia Là tiểu bang năm 1776       | Atlanta                                                            | 1868 | Các thủ phủ của Tiểu bang Georgia. |
| Hawai'i Là tiểu bang năm 1959       | Lahaina                                                            | 1820 | Các thủ phủ của Vương quốc Hawaii. |
| Hawai'i Là tiểu bang năm 1959       | Honolulu                                                           | 1845 | Các thủ phủ của Vương quốc Hawaii. |
| Hawai'i Là tiểu bang năm 1959       | Honolulu                                                           | 1894 | Thủ phủ của Cộng hòa Hawaii. |
| Hawai'i Là tiểu bang năm 1959       | Honolulu                                                           | 1898 | Thủ phủ của Lãnh thổ Hawaii. |
| Hawai'i Là tiểu bang năm 1959       | Honolulu                                                           | 1959 | Thủ phủ của Tiểu bang Hawai'i. |
| Idaho Là tiểu bang năm 1890         | Fort Vancouver (WA)                                                | 1825 | Thủ phủ de facto của Xứ Oregon. |
| Idaho Là tiểu bang năm 1890         | Oregon City (OR)                                                   | 1843 | Thủ phủ của Chính quyền Lâm thời Oregon tại Xứ Oregon. |
| Idaho Là tiểu bang năm 1890         | Oregon City (OR)                                                   | 1848 | Các thủ phủ của Lãnh thổ Oregon (tất cả Idaho 1848-1853, Nam Idaho 1853-1859.) |
| Idaho Là tiểu bang năm 1890         | Salem (OR)                                                         | 1851 | Các thủ phủ của Lãnh thổ Oregon (tất cả Idaho 1848-1853, Nam Idaho 1853-1859.) |
| Idaho Là tiểu bang năm 1890         | Olympia (WA)                                                       | 1853 | Thủ phủ của Lãnh thổ Washington (Bắc Idaho 1853-1859, tất cả Idaho 1859-1863.) |
| Idaho Là tiểu bang năm 1890         | Lewiston                                                           | 1863 | Các thủ phủ của Lãnh thổ Idaho. |
| Idaho Là tiểu bang năm 1890         | Boise                                                              | 1865 | Các thủ phủ của Lãnh thổ Idaho. |
| Idaho Là tiểu bang năm 1890         | Boise                                                              | 1890 | Thủ phủ của Tiểu bang Idaho. |
| Illinois Là tiểu bang năm 1818      | Marietta (OH)                                                      | 1788 | Thủ phủ của Lãnh thổ Tây Bắc Sông Ohio. |
| Illinois Là tiểu bang năm 1818      | Vincennes (IN)                                                     | 1800 | Thủ phủ của Lãnh thổ Indiana. |
| Illinois Là tiểu bang năm 1818      | Kaskaskia                                                          | 1809 | Thủ phủ của Lãnh thổ Illinois. |
| Illinois Là tiểu bang năm 1818      | Kaskaskia                                                          | 1818 | Các thủ phủ của Tiểu bang Illinois. |
| Illinois Là tiểu bang năm 1818      | Vandalia                                                           | 1820 | Các thủ phủ của Tiểu bang Illinois. |
| Illinois Là tiểu bang năm 1818      | Springfield                                                        | 1839 | Các thủ phủ của Tiểu bang Illinois. |
| Indiana Là tiểu bang năm 1816       | Marietta (OH)                                                      | 1788 | Thủ phủ của Lãnh thổ Tây Bắc Sông Ohio. |
| Indiana Là tiểu bang năm 1816       | Vincennes                                                          | 1800 | Các thủ phủ của Lãnh thổ Indiana. |
| Indiana Là tiểu bang năm 1816       | Corydon                                                            | 1813 | Các thủ phủ của Lãnh thổ Indiana. |
| Indiana Là tiểu bang năm 1816       | Corydon                                                            | 1816 | Các thủ phủ của Tiểu bang Indiana. |
| Indiana Là tiểu bang năm 1816       | Indianapolis                                                       | 1825 | Các thủ phủ của Tiểu bang Indiana. |
| Iowa Là tiểu bang năm 1846          | Saint-Louis San Luis St. Louis (MO)                                | 1765 | Thủ phủ của đặc khu Tây Ban Nha Alta Louisiana (mặc dù đa số là người nói tiếng Pháp. |
| Iowa Là tiểu bang năm 1846          | Saint-Louis San Luis St. Louis (MO)                                | 1800 | Thủ phủ của đặc khu Pháp la Haute-Louisiane. |
| Iowa Là tiểu bang năm 1846          | Saint-Louis San Luis St. Louis (MO)                                | 1804 | Thủ phủ của Đặc khu Louisiana (dưới quyền của Lãnh thổ Indiana.) |
| Iowa Là tiểu bang năm 1846          | Saint-Louis San Luis St. Louis (MO)                                | 1805 | Thủ phủ của Lãnh thổ Louisiana. |
| Iowa Là tiểu bang năm 1846          | Saint-Louis San Luis St. Louis (MO)                                | 1812 | Thủ phủ của Lãnh thổ Missouri (1812-1821). |
| Iowa Là tiểu bang năm 1846          | Detroit (MI)                                                       | 1834 | Thủ phủ của Lãnh thổ Michigan. |
| Iowa Là tiểu bang năm 1846          | Belmont (WI)                                                       | 1836 | Các thủ phủ của Lãnh thổ Wisconsin. |
| Iowa Là tiểu bang năm 1846          | Burlington                                                         | 1837 | Các thủ phủ của Lãnh thổ Wisconsin. |
| Iowa Là tiểu bang năm 1846          | Burlington                                                         | 1838 | Các thủ phủ của Lãnh thổ Iowa. |
| Iowa Là tiểu bang năm 1846          | Iowa City                                                          | 1841 | Các thủ phủ của Lãnh thổ Iowa. |
| Iowa Là tiểu bang năm 1846          | Iowa City                                                          | 1846 | Các thủ phủ của Tiểu bang Iowa. |
| Iowa Là tiểu bang năm 1846          | Des Moines                                                         | 1857 | Các thủ phủ của Tiểu bang Iowa. |
| Kansas Là tiểu bang năm 1861        | Saint-Louis San Luis St. Louis (MO)                                | 1765 | Thủ phủ của đặc khu Tây Ban Nha Alta Louisiana (mặc dù đa số là người nói tiếng Pháp). |
| Kansas Là tiểu bang năm 1861        | Saint-Louis San Luis St. Louis (MO)                                | 1800 | Thủ phủ của đặc khu Pháp la Haute-Louisiane. |
| Kansas Là tiểu bang năm 1861        | Saint-Louis San Luis St. Louis (MO)                                | 1804 | Thủ phủ của Đặc khu Louisiana (dưới quyền của Lãnh thổ Indiana.) |
| Kansas Là tiểu bang năm 1861        | Saint-Louis San Luis St. Louis (MO)                                | 1805 | Thủ phủ của Lãnh thổ Louisiana. |
| Kansas Là tiểu bang năm 1861        | Saint-Louis San Luis St. Louis (MO)                                | 1812 | Thủ phủ của Lãnh thổ Missouri (1812-1821). |
| Kansas Là tiểu bang năm 1861        | Pawnee                                                             | 1855 | Thủ phủ của Lãnh thổ Kansas (2 tháng 7-6 tháng 7). |
| Kansas Là tiểu bang năm 1861        | Shawnee Mission                                                    | 1855 | Thủ phủ của Lãnh thổ Kansas. |
| Kansas Là tiểu bang năm 1861        | Lecompton                                                          | 1856 | Thủ phủ de jure (ủng hộ chế độ nô lệ) của Lãnh thổ Kansas. |
| Kansas Là tiểu bang năm 1861        | Topeka                                                             | 1856 | Thủ phủ de facto (chống đối chế độ nô lệ) của Lãnh thổ Kansas. |
| Kansas Là tiểu bang năm 1861        | Topeka                                                             | 1861 | Thủ phủ của Tiểu bang Kansas. |
| Kentucky Là tiểu bang năm 1792      | Williamsburg (VA)                                                  | 1699 | Thủ phủ của Thuộc địa Virginia thuộc Anh. |
| Kentucky Là tiểu bang năm 1792      | Williamsburg (VA)                                                  | 1707 | Thủ phủ của Thuộc địa Virginia thuộc Anh. |
| Kentucky Là tiểu bang năm 1792      | Williamsburg (VA)                                                  | 1776 | Thủ phủ của Thịnh vượng chung Virginia. |
| Kentucky Là tiểu bang năm 1792      | Danville                                                           | 1780 | Trung tâm hành chính của Đặc khu Kentucky của Thịnh vượng chung Virginia. |
| Kentucky Là tiểu bang năm 1792      | Frankfort                                                          | 1792 | Thủ phủ của Thịnh vượng chung Kentucky. (Bowling Green là thủ phủ tiểu bang thuộc Liên minh các bang miền nam Hoa Kỳ 1861-1862.)                                                                   |
| Louisiana Là tiểu bang năm 1812     | San Agustín (FL)                                                   | 1565 | Thủ phủ của thuộc địa Tây Ban Nha la Florida. |
| Louisiana Là tiểu bang năm 1812     | Mobile Bay (AL)                                                    | 1702 | Các thủ phủ của thuộc địa Pháp la Louisiane. |
| Louisiana Là tiểu bang năm 1812     | Biloxi (MS)                                                        | 1720 | Các thủ phủ của thuộc địa Pháp la Louisiane. |
| Louisiana Là tiểu bang năm 1812     | la Nouvelle-Orléans Nueva Orleans New Orleans                      | 1722 | Các thủ phủ của thuộc địa Pháp la Louisiane. |
| Louisiana Là tiểu bang năm 1812     | la Nouvelle-Orléans Nueva Orleans New Orleans                      | 1763 | Thủ phủ của đặc khu Tây Ban Nha Baja Louisiana. |
| Louisiana Là tiểu bang năm 1812     | la Nouvelle-Orléans Nueva Orleans New Orleans                      | 1800 | Thủ phủ của đặc khu Pháp la Basse-Louisiane. |
| Louisiana Là tiểu bang năm 1812     | la Nouvelle-Orléans Nueva Orleans New Orleans                      | 1803 | Thủ phủ của Lãnh thổ Orleans. |
| Louisiana Là tiểu bang năm 1812     | la Nouvelle-Orléans Nueva Orleans New Orleans                      | 1812 | Các thủ phủ của Tiểu bang Louisiana. |
| Louisiana Là tiểu bang năm 1812     | Donaldsonville                                                     | 1830 | Các thủ phủ của Tiểu bang Louisiana. |
| Louisiana Là tiểu bang năm 1812     | New Orleans                                                        | 1831 | Các thủ phủ của Tiểu bang Louisiana. |
| Louisiana Là tiểu bang năm 1812     | Baton Rouge                                                        | 1849 | Các thủ phủ của Tiểu bang Louisiana. |
| Louisiana Là tiểu bang năm 1812     | Opelousas                                                          | 1862 | Các thủ phủ của Tiểu bang Louisiana. |
| Louisiana Là tiểu bang năm 1812     | Shreveport                                                         | 1863 | Các thủ phủ của Tiểu bang Louisiana. |
| Louisiana Là tiểu bang năm 1812     | New Orleans                                                        | 1865 | Các thủ phủ của Tiểu bang Louisiana. |
| Louisiana Là tiểu bang năm 1812     | Baton Rouge                                                        | 1880 | Các thủ phủ của Tiểu bang Louisiana. |
| Maine Là tiểu bang năm 1820         | Île Sainte-Croix                                                   | 1604 | Các thủ phủ của thuộc địa Pháp l'Acadie. |
| Maine Là tiểu bang năm 1820         | Port-Royal (NS)                                                    | 1605 | Các thủ phủ của thuộc địa Pháp l'Acadie. |
| Maine Là tiểu bang năm 1820         | Boston (MA)                                                        | 1630 | Thủ phủ của Thuộc địa Massachusetts Bay thuộc Anh. |
| Maine Là tiểu bang năm 1820         | Boston (MA)                                                        | 1686 | Thủ phủ của Thuộc địa tự trị New-England tại Mỹ châu thuộc Anh. |
| Maine Là tiểu bang năm 1820         | Boston (MA)                                                        | 1689 | Thủ phủ của Thuộc địa Massachusetts Bay đối kháng. |
| Maine Là tiểu bang năm 1820         | Boston (MA)                                                        | 1691 | Thủ phủ của Tỉnh Massachusetts Bay thuộc Anh. |
| Maine Là tiểu bang năm 1820         | Boston (MA)                                                        | 1707 | Thủ phủ của Tỉnh Massachusetts Bay thuộc Anh]. |
| Maine Là tiểu bang năm 1820         | Boston (MA)                                                        | 1774 | Thủ phủ của Tỉnh Massachusetts Bay đối kháng. |
| Maine Là tiểu bang năm 1820         | Boston (MA)                                                        | 1776 | Thủ phủ của Tiểu bang Massachusetts. |
| Maine Là tiểu bang năm 1820         | Boston (MA)                                                        | 1780 | Thủ phủ của Thịnh vượng chung Massachusetts. |
| Maine Là tiểu bang năm 1820         | Portland                                                           | 1820 | Thủ phủ của Tiểu bang Maine. |
| Maine Là tiểu bang năm 1820         | Portland                                                           | 1827 | Thủ phủ de facto của Tiểu bang Maine. |
| Maine Là tiểu bang năm 1820         | Augusta                                                            | 1827 | Thủ phủ de jure của Tiểu bang Maine. |
| Maine Là tiểu bang năm 1820         | Augusta                                                            | 1832 | Thủ phủ của Tiểu bang Maine. |
| Maryland Là tiểu bang năm 1776      | St. Mary's City                                                    | 1634 | Thủ phủ của Thuộc địa Maryland thuộc Anh. |
| Maryland Là tiểu bang năm 1776      | Anne Arundel's Towne Annapolis                                     | 1694 | Thủ phủ của Tỉnh Maryland thuộc Anh. |
| Maryland Là tiểu bang năm 1776      | Anne Arundel's Towne Annapolis                                     | 1707 | Thủ phủ của Tỉnh Maryland thuộc Anh. |
| Maryland Là tiểu bang năm 1776      | Anne Arundel's Towne Annapolis                                     | 1776 | Thủ phủ của Tiểu bang Maryland. (Thủ phủ của Hoa Kỳ 1783-1784.) |
| Massachusetts Là tiểu bang năm 1776 | Plimouth                                                           | 1620 | Thủ phủ của Thuộc địa New-Plimouth thuộc Anh 1620-1686. |
| Massachusetts Là tiểu bang năm 1776 | Boston                                                             | 1630 | Thủ phủ của Thuộc địa Massachusetts Bay thuộc Anh 1630-1686. |
| Massachusetts Là tiểu bang năm 1776 | Boston                                                             | 1686 | Thủ phủ của Thuộc địa tự trị New-England tại Mỹ châu thuộc Anh 1686-1689. |
| Massachusetts Là tiểu bang năm 1776 | Plimouth                                                           | 1688 | Thủ phủ của Thuộc địa New-Plimouth đối kháng 1688-1691. |
| Massachusetts Là tiểu bang năm 1776 | Boston                                                             | 1689 | Thủ phủ của Thuộc địa Massachusetts Bay đối kháng 1689-1691. |
| Massachusetts Là tiểu bang năm 1776 | Boston                                                             | 1691 | Thủ phủ của Tỉnh Massachusetts Bay thuộc Anh. |
| Massachusetts Là tiểu bang năm 1776 | Boston                                                             | 1707 | Thủ phủ của Tỉnh Massachusetts Bay thuộc Anh. |
| Massachusetts Là tiểu bang năm 1776 | Boston                                                             | 1774 | Thủ phủ của Tỉnh Massachusetts Bay đối kháng. |
| Massachusetts Là tiểu bang năm 1776 | Boston                                                             | 1776 | Thủ phủ của Tiểu bang Massachusetts Bay. |
| Massachusetts Là tiểu bang năm 1776 | Boston                                                             | 1780 | Thủ phủ của Thịnh vượng chung Massachusetts. |
| Michigan Là tiểu bang năm 1837      | Marietta (OH)                                                      | 1788 | Các thủ phủ của Lãnh thổ Tây Bắc Sông Ohio (tất cả Michigan 1788-1800, Đông Michigan 1800-1803.)                                                                                                   |
| Michigan Là tiểu bang năm 1837      | Chillicothe (OH)                                                   | 1800 | Các thủ phủ của Lãnh thổ Tây Bắc Sông Ohio (tất cả Michigan 1788-1800, Đông Michigan 1800-1803.)                                                                                                   |
| Michigan Là tiểu bang năm 1837      | Vincennes (IN)                                                     | 1800 | Các thủ phủ của Lãnh thổ Indiana (Tây Michigan 1800-1803; toàn Michigan 1803-1805, một phần của Thượng Bán đảo 1805-1816.)                                                                         |
| Michigan Là tiểu bang năm 1837      | Corydon (IN)                                                       | 1813 | Các thủ phủ của Lãnh thổ Indiana (Tây Michigan 1800-1803; toàn Michigan 1803-1805, một phần của Thượng Bán đảo 1805-1816.)                                                                         |
| Michigan Là tiểu bang năm 1837      | Detroit                                                            | 1805 | Thủ phủ của Lãnh thổ Michigan (Hạ Bán đảo 1805-1818, toàn Michigan 1818-1837.) (Detroit bị lực lượng Anh chiếm đóng 1812-1813.)                                                                    |
| Michigan Là tiểu bang năm 1837      | Detroit                                                            | 1837 | Các thủ phủ của Tiểu bang Michigan. |
| Michigan Là tiểu bang năm 1837      | Lansing                                                            | 1847 | Các thủ phủ của Tiểu bang Michigan. |
| Minnesota Là tiểu bang năm 1858     | Saint-Louis San Luis St. Louis (MO)                                | 1765 | Thủ phủ của đặc khu Tây Ban Nha Alta Louisiana (mặc dù đa số là người nói tiếng Pháp) 1765-1800.                                                                                                   |
| Minnesota Là tiểu bang năm 1858     | Saint-Louis San Luis St. Louis (MO)                                | 1800 | Thủ phủ của đặc khu Pháp la Haute-Louisiane. (phía tây sông Mississippi 1800-1804.) |
| Minnesota Là tiểu bang năm 1858     | Saint-Louis San Luis St. Louis (MO)                                | 1804 | Thủ phủ của Đặc khu Louisiana (phía tây của Sông Mississippi dưới quyền của Lãnh thổ Indiana 1804-1805.)                                                                                           |
| Minnesota Là tiểu bang năm 1858     | Saint-Louis San Luis St. Louis (MO)                                | 1805 | Thủ phủ của Lãnh thổ Louisiana (phía tây của Sông Mississippi 1805-1812.) |
| Minnesota Là tiểu bang năm 1858     | Saint-Louis San Luis St. Louis (MO)                                | 1812 | Thủ phủ của Lãnh thổ Missouri (phía tây của Sông Mississippi 1812-1821.) |
| Minnesota Là tiểu bang năm 1858     | Marietta (OH)                                                      | 1788 | Thủ phủ của Lãnh thổ Tây Bắc Sông Ohia (phía đông của Sông Mississippi 1788-1800.) |
| Minnesota Là tiểu bang năm 1858     | Vincennes (IN)                                                     | 1800 | Thủ phủ của Lãnh thổ Indiana (phía đông của Sông Mississippi 1800-1809.) |
| Minnesota Là tiểu bang năm 1858     | Kaskaskia (IL)                                                     | 1809 | Thủ phủ của Lãnh thổ Illinois (phía đông của Sông Mississippi 1809-1818.) |
| Minnesota Là tiểu bang năm 1858     | Detroit (MI)                                                       | 1818 | Thủ phủ của Lãnh thổ Michigan (east of Mississippi River 1818-1834, all of Minnesota 1834-1836.)                                                                                                   |
| Minnesota Là tiểu bang năm 1858     | Belmont (WI)                                                       | 1836 | Các thủ phủ của Lãnh thổ Wisconsin. |
| Minnesota Là tiểu bang năm 1858     | Burlington (IA)                                                    | 1837 | Các thủ phủ của Lãnh thổ Wisconsin. |
| Minnesota Là tiểu bang năm 1858     | Burlington (IA)                                                    | 1838 | Thủ phủ của Lãnh thổ Iowa (phía tây của Sông Mississippi 1838-1841.) |
| Minnesota Là tiểu bang năm 1858     | Madison (WI)                                                       | 1838 | Thủ phủ của Lãnh thổ Wisconsin (phía đông của Sông Mississippi 1838-1848.) |
| Minnesota Là tiểu bang năm 1858     | Iowa City (IA)                                                     | 1841 | Thủ phủ của Lãnh thổ Iowa (phía tây của Sông Mississippi 1841-1846.) |
| Minnesota Là tiểu bang năm 1858     | Saint Paul                                                         | 1849 | Thủ phủ của Lãnh thổ Minnesota. |
| Minnesota Là tiểu bang năm 1858     | Saint Paul                                                         | 1858 | Thủ phủ của Tiểu bang Minnesota. |
| Mississippi Là tiểu bang năm 1817   | San Agustín (FL)                                                   | 1565 | Thủ phủ của thuộc địa Tây Ban Nha la Florida. |
| Mississippi Là tiểu bang năm 1817   | Savannah (GA)                                                      | 1733 | Thủ phủ của Thuộc địa Georgia thuộc Anh. |
| Mississippi Là tiểu bang năm 1817   | Savannah (GA)                                                      | 1755 | Thủ phủ của Tỉnh Georgia thuộc Anh. |
| Mississippi Là tiểu bang năm 1817   | Savannah (GA)                                                      | 1776 | Các thủ phủ của Tiểu bang Georgia. |
| Mississippi Là tiểu bang năm 1817   | Augusta (GA)                                                       | 1779 | Các thủ phủ của Tiểu bang Georgia. |
| Mississippi Là tiểu bang năm 1817   | Heard's Fort (GA)                                                  | 1780 | Các thủ phủ của Tiểu bang Georgia. |
| Mississippi Là tiểu bang năm 1817   | Augusta (GA)                                                       | 1781 | Các thủ phủ của Tiểu bang Georgia. |
| Mississippi Là tiểu bang năm 1817   | Savannah (GA)                                                      | 1782 | Các thủ phủ của Tiểu bang Georgia. |
| Mississippi Là tiểu bang năm 1817   | Ebenezer (GA)                                                      | 1782 | Các thủ phủ của Tiểu bang Georgia. |
| Mississippi Là tiểu bang năm 1817   | Savannah (GA)                                                      | 1784 | Các thủ phủ của Tiểu bang Georgia. |
| Mississippi Là tiểu bang năm 1817   | Augusta (GA)                                                       | 1786 | Các thủ phủ của Tiểu bang Georgia. |
| Mississippi Là tiểu bang năm 1817   | Louisville (GA)                                                    | 1796 | Các thủ phủ của Tiểu bang Georgia. |
| Mississippi Là tiểu bang năm 1817   | Natchez                                                            | 1798 | Các thủ phủ của Lãnh thổ Mississippi. |
| Mississippi Là tiểu bang năm 1817   | Washington                                                         | 1802 | Các thủ phủ của Lãnh thổ Mississippi. |
| Mississippi Là tiểu bang năm 1817   | Natchez                                                            | 1817 | Các thủ phủ của Tiểu bang Mississippi. |
| Mississippi Là tiểu bang năm 1817   | Jackson                                                            | 1821 | Các thủ phủ của Tiểu bang Mississippi. |
| Missouri Là tiểu bang năm 1821      | Saint-Louis San Luis St. Louis                                     | 1765 | Thủ phủ của đặc khu Tây Ban Nha Alta Louisiana (mặc dù đa số là người nói tiếng Pháp). |
| Missouri Là tiểu bang năm 1821      | Saint-Louis San Luis St. Louis                                     | 1800 | Thủ phủ của đặc khu Pháp la Haute-Louisiane. |
| Missouri Là tiểu bang năm 1821      | Saint-Louis San Luis St. Louis                                     | 1804 | Thủ phủ của Đặc khu Louisiana (dưới quyền của Lãnh thổ Indiana.) |
| Missouri Là tiểu bang năm 1821      | Saint-Louis San Luis St. Louis                                     | 1805 | Thủ phủ của Lãnh thổ Louisiana. |
| Missouri Là tiểu bang năm 1821      | Saint-Louis San Luis St. Louis                                     | 1812 | Thủ phủ của Lãnh thổ Missouri. |
| Missouri Là tiểu bang năm 1821      | Saint Charles                                                      | 1821 | Các thủ phủ của Tiểu bang Missouri. (Một chính quyền tiểu bang lưu vong thuộc Liên minh các bang miền nam Hoa Kỳ hoạt động từ Neosho 1861-1863, và từ Marshall, Texas, 1863-1865.)                 |
| Missouri Là tiểu bang năm 1821      | Jefferson City                                                     | 1826 | Các thủ phủ của Tiểu bang Missouri. (Một chính quyền tiểu bang lưu vong thuộc Liên minh các bang miền nam Hoa Kỳ hoạt động từ Neosho 1861-1863, và từ Marshall, Texas, 1863-1865.)                 |
| Montana Là tiểu bang năm 1889       | Saint-Louis San Luis St. Louis (MO)                                | 1765 | Thủ phủ của đặc khu Tây Ban Nha Alta Louisiana (mặc dù đa số là người nói tiếng Pháp) (phía đông của Phân tuyến Lục địa (Continental Divide) 1763-1800.)                                           |
| Montana Là tiểu bang năm 1889       | Saint-Louis San Luis St. Louis (MO)                                | 1800 | Thủ phủ của đặc khu Pháp la Haute-Louisiane. (phía đông của Vạch chia Lục địa 1800-1804.) |
| Montana Là tiểu bang năm 1889       | Saint-Louis San Luis St. Louis (MO)                                | 1804 | Thủ phủ của Đặc khu Louisiana (phía đông của Vạch chia Lục địa dưới quyền của Lãnh thổ Indiana 1804-1805.)                                                                                         |
| Montana Là tiểu bang năm 1889       | Saint-Louis San Luis St. Louis (MO)                                | 1805 | Thủ phủ của Lãnh thổ Louisiana (phía đông của Vạch chia Lục địa 1805-1812.) |
| Montana Là tiểu bang năm 1889       | Saint-Louis San Luis St. Louis (MO)                                | 1812 | Thủ phủ của Lãnh thổ Missouri (phía đông của Vạch chia Lục địa 1812-1821.) |
| Montana Là tiểu bang năm 1889       | Fort Vancouver (WA)                                                | 1825 | Thủ phủ de facto của Xứ Oregon (phía tây của Vạch chia Lục địa 1818-1843.) |
| Montana Là tiểu bang năm 1889       | Oregon City (OR)                                                   | 1843 | Thủ phủ của Chính phủ Lâm thời của Oregon (phía tây của Vạch chia Lục địa 1843-1848.) |
| Montana Là tiểu bang năm 1889       | Oregon City (OR)                                                   | 1848 | Các thủ phủ của Lãnh thổ Oregon (phía tây của Vạch chia Lục địa 1848-1853.) |
| Montana Là tiểu bang năm 1889       | Salem (OR)                                                         | 1851 | Các thủ phủ của Lãnh thổ Oregon (phía tây của Vạch chia Lục địa 1848-1853.) |
| Montana Là tiểu bang năm 1889       | Olympia (WA)                                                       | 1853 | Thủ phủ của Lãnh thổ Washington (phía tây của Vạch chia Lục địa 1853-1863.) |
| Montana Là tiểu bang năm 1889       | Omaha (NE)                                                         | 1854 | Thủ phủ của Lãnh thổ Nebraska (phía đông của Vạch chia Lục địa 1854-1861.) |
| Montana Là tiểu bang năm 1889       | Yankton (SD)                                                       | 1861 | Thủ phủ của Lãnh thổ Dakota (phía đông của Vạch chia Lục địa 1861-1863.) |
| Montana Là tiểu bang năm 1889       | Lewiston (ID)                                                      | 1863 | Thủ phủ của Lãnh thổ Idaho. |
| Montana Là tiểu bang năm 1889       | Bannack                                                            | 1864 | Các thủ phủ của Lãnh thổ Montana. |
| Montana Là tiểu bang năm 1889       | Virginia City                                                      | 1865 | Các thủ phủ của Lãnh thổ Montana. |
| Montana Là tiểu bang năm 1889       | Helena                                                             | 1875 | Các thủ phủ của Lãnh thổ Montana. |
| Montana Là tiểu bang năm 1889       | Helena                                                             | 1889 | Thủ phủ của Tiểu bang Montana. |
| Nebraska Là tiểu bang năm 1867      | Saint-Louis San Luis St. Louis (MO)                                | 1765 | Thủ phủ của đặc khu Tây Ban Nha Alta Louisiana (mặc dù đa số là người nói tiếng Pháp). |
| Nebraska Là tiểu bang năm 1867      | Saint-Louis San Luis St. Louis (MO)                                | 1800 | Thủ phủ của Thủ phủ của đặc khu Pháp la Haute-Louisiane. |
| Nebraska Là tiểu bang năm 1867      | Saint-Louis San Luis St. Louis (MO)                                | 1804 | Thủ phủ của Đặc khu Louisiana (dưới quyền của Lãnh thổ Indiana.) |
| Nebraska Là tiểu bang năm 1867      | Saint-Louis San Luis St. Louis (MO)                                | 1805 | Thủ phủ của Lãnh thổ Louisiana. |
| Nebraska Là tiểu bang năm 1867      | Saint-Louis San Luis St. Louis (MO)                                | 1812 | Thủ phủ của Lãnh thổ Missouri (1812-1821). |
| Nebraska Là tiểu bang năm 1867      | Omaha                                                              | 1854 | Các thủ phủ của Lãnh thổ Nebraska. |
| Nebraska Là tiểu bang năm 1867      | Lancaster Lincoln                                                  | 1867 | Các thủ phủ của Lãnh thổ Nebraska. |
| Nebraska Là tiểu bang năm 1867      | Lancaster Lincoln                                                  | 1867 | Thủ phủ của Tiểu bang Nebraska. |
| Nevada Là tiểu bang năm 1864        | Fillmore (UT)                                                      | 1850 | Các thủ phủ của Lãnh thổ Utah. |
| Nevada Là tiểu bang năm 1864        | Salt Lake City (UT)                                                | 1858 | Các thủ phủ của Lãnh thổ Utah. |
| Nevada Là tiểu bang năm 1864        | Carson City                                                        | 1861 | Thủ phủ của Lãnh thổ Nevada. |
| Nevada Là tiểu bang năm 1864        | Carson City                                                        | 1864 | Thủ phủ của Tiểu bang Nevada. |
| New Hampshire Là tiểu bang năm 1776 | Boston (MA)                                                        | 1630 | Thủ phủ của Thuộc địa Massachusetts Bay thuộc Anh. |
| New Hampshire Là tiểu bang năm 1776 | Portsmouth                                                         | 1680 | Thủ phủ của Tỉnh New-Hampshire thuộc Anh. |
| New Hampshire Là tiểu bang năm 1776 | Boston (MA)                                                        | 1686 | Thủ phủ của Thuộc địa tự trị New-England tại Mỹ châu thuộc Anh. |
| New Hampshire Là tiểu bang năm 1776 | Portsmouth                                                         | 1689 | Thủ phủ của Tỉnh New-Hampshire đối kháng. |
| New Hampshire Là tiểu bang năm 1776 | Portsmouth                                                         | 1691 | Thủ phủ của Tỉnh New-Hampshire thuộc Anh. |
| New Hampshire Là tiểu bang năm 1776 | Portsmouth                                                         | 1698 | Thủ phủ của Tỉnh New-Hampshire thuộc Anh dưới quyền của Thống đốc hoàng gia Tỉnh Massachusetts Bay.                                                                                                |
| New Hampshire Là tiểu bang năm 1776 | Portsmouth                                                         | 1707 | Thủ phủ của Tỉnh New-Hampshire thuộc Anh, dưới quyền của Thống đốc hoàng gia Tỉnh Massachusetts Bay.                                                                                               |
| New Hampshire Là tiểu bang năm 1776 | Portsmouth                                                         | 1741 | Thủ phủ của Tỉnh New-Hampshire thuộc Anh. |
| New Hampshire Là tiểu bang năm 1776 | Exeter                                                             | 1775 | Thủ phủ của chính phủ kháng chiến New Hampshire. |
| New Hampshire Là tiểu bang năm 1776 | Exeter                                                             | 1776 | Các thủ phủ của Tiểu bang New Hampshire. |
| New Hampshire Là tiểu bang năm 1776 | Concord                                                            | 1808 | Các thủ phủ của Tiểu bang New Hampshire. |
| New Jersey Là tiểu bang năm 1776    | Fort Amsterdam (NY)                                                | 1625 | Thủ phủ của thuộc địa Hà Lan Nieuw-Nederland. |
| New Jersey Là tiểu bang năm 1776    | Fort Amsterdam (NY)                                                | 1652 | Thủ phủ của Tỉnh Nieuw-Nederland thuộc Hà Lan. |
| New Jersey Là tiểu bang năm 1776    | Elizabethtown (bây giờ là Elizabeth)                               | 1665 | Thủ phủ của Tỉnh New-Jersey thuộc Anh. |
| New Jersey Là tiểu bang năm 1776    | Perth Amboy                                                        | 1673 | Thủ phủ của Tỉnh East Jersey thuộc Anh 1673-1688. |
| New Jersey Là tiểu bang năm 1776    | Burlington                                                         | 1673 | Thủ phủ của Tỉnh West Jersey thuộc Anh 1673-1688. |
| New Jersey Là tiểu bang năm 1776    | Boston (MA)                                                        | 1688 | Thủ phủ của Thuộc địa tự trị New-England tại Mỹ châu thuộc Anh 1688-1689. |
| New Jersey Là tiểu bang năm 1776    | Perth Amboy                                                        | 1689 | Thủ phủ của Tỉnh East Jersey thuộc Anh 1689-1702. |
| New Jersey Là tiểu bang năm 1776    | Burlington                                                         | 1689 | Thủ phủ của Tỉnh West Jersey thuộc Anh 1689-1702. |
| New Jersey Là tiểu bang năm 1776    | Các thủ phủ phối hợp                                               | 1702 | East Jersey và West Jersey thống nhất thành Tỉnh New-Jersey thuộc Anh năm 1702. Perth Amboy và Burlington phục vụ phối hợp như thủ phủ cho đến năm 1784.                                           |
| New Jersey Là tiểu bang năm 1776    | Các thủ phủ phối hợp                                               | 1707 | các thủ phủ liên hợp của Tỉnh New-Jersey thuộc Anh. |
| New Jersey Là tiểu bang năm 1776    | Các thủ phủ phối hợp                                               | 1776 | Các thủ phủ phối hợp của Tiểu bang New Jersey. |
| New Jersey Là tiểu bang năm 1776    | Trenton                                                            | 1784 | Thủ phủ của Tiểu bang New Jersey. (Thủ phủ của Hoa Kỳ in 1784.) |
| New Mexico Là tiểu bang năm 1912    | San Juan de los Caballeros                                         | 1598 | Các thủ phủ của thuộc địa Santa Fé de Nuevo Méjico của Tây Ban Nha. |
| New Mexico Là tiểu bang năm 1912    | La Villa Real de la Santa Fé de San Francisco de Asís              | 1610 | Các thủ phủ của thuộc địa Santa Fé de Nuevo Méjico của Tây Ban Nha. |
| New Mexico Là tiểu bang năm 1912    | El Paso del Norte (hiện tại là Ciudad Juárez CHH)                  | 1680 | Thủ phủ của thuộc địa lưu vong Santa Fé de Nuevo Méjico thuộc Tây Ban Nha (Cuộc nổi loạn Pueblo 1680-1692).                                                                                        |
| New Mexico Là tiểu bang năm 1912    | La Villa Real de la Santa Fé de San Francisco de Asís Santa Fe     | 1692 | Thủ phủ của thuộc địa Santa Fé de Nuevo Méjico thuộc Tây Ban Nha. |
| New Mexico Là tiểu bang năm 1912    | La Villa Real de la Santa Fé de San Francisco de Asís Santa Fe     | 1821 | Thủ phủ của Tỉnh Santa Fé de Nuevo México thuộc México. |
| New Mexico Là tiểu bang năm 1912    | La Villa Real de la Santa Fé de San Francisco de Asís Santa Fe     | 1824 | Thủ phủ của lãnh thổ Santa Fé de Nuevo México thuộc Mexico. |
| New Mexico Là tiểu bang năm 1912    | La Villa Real de la Santa Fé de San Francisco de Asís Santa Fe     | 1846 | Thủ phủ của tỉnh quân sự Hoa Kỳ New Mexico 1846-1848. |
| New Mexico Là tiểu bang năm 1912    | La Villa Real de la Santa Fé de San Francisco de Asís Santa Fe     | 1848 | Thủ phủ của Chính phủ Lâm thời Hoa Kỳ của New Mexico 1848-1850. |
| New Mexico Là tiểu bang năm 1912    | La Villa Real de la Santa Fé de San Francisco de Asís Santa Fe     | 1850 | Thủ phủ của Lãnh thổ New Mexico thuộc Hoa Kỳ 1850-1912. |
| New Mexico Là tiểu bang năm 1912    | Mesilla                                                            | 1862 | Thủ phủ của Liên minh các bang miền nam Hoa Kỳ Lãnh thổ Arizona (Nam New Mexico và Arizona 1862).                                                                                                  |
| New Mexico Là tiểu bang năm 1912    | San Antonio (TX)                                                   | 1862 | Thủ phủ của chính quyền lưu vong thuộc Liên minh các bang miền nam Hoa Kỳ Lãnh thổ Arizona 1862-1865.                                                                                              |
| New Mexico Là tiểu bang năm 1912    | Santa Fe                                                           | 1912 | Thủ phủ của Tiểu bang New Mexico. |
| New York Là tiểu bang năm 1776      | Fort Amsterdam Nieuw-Amsterdam New-York Nieuw-Oranje New-York      | 1625 | Thủ phủ của thuộc địa Hà Lan Nieuw-Nederland. |
| New York Là tiểu bang năm 1776      | Fort Amsterdam Nieuw-Amsterdam New-York Nieuw-Oranje New-York      | 1652 | Thủ phủ của Hà Lan Tỉnh Nieuw-Nederland. |
| New York Là tiểu bang năm 1776      | Fort Amsterdam Nieuw-Amsterdam New-York Nieuw-Oranje New-York      | 1664 | Thủ phủ của Tỉnh New-York thuộc Anh. |
| New York Là tiểu bang năm 1776      | Fort Amsterdam Nieuw-Amsterdam New-York Nieuw-Oranje New-York      | 1673 | Thủ phủ của chính quyền quân sự Hà Lan Nieuw-Nederland. |
| New York Là tiểu bang năm 1776      | Fort Amsterdam Nieuw-Amsterdam New-York Nieuw-Oranje New-York      | 1674 | Thủ phủ của Tỉnh New-York thuộc Anh. |
| New York Là tiểu bang năm 1776      | Boston (MA)                                                        | 1688 | Thủ phủ của Thuộc địa tự trị New-England tại Mỹ châu thuộc Anh. |
| New York Là tiểu bang năm 1776      | New-York                                                           | 1689 | Thủ phủ của Chính quyền đối kháng New-York. |
| New York Là tiểu bang năm 1776      | New-York                                                           | 1691 | Thủ phủ của Tỉnh New-York thuộc Anh. |
| New York Là tiểu bang năm 1776      | New-York                                                           | 1707 | Thủ phủ của Tỉnh New-York thuộc Anh. |
| New York Là tiểu bang năm 1776      | New-York                                                           | 1776 | Các thủ phủ của Tiểu bang New York. |
| New York Là tiểu bang năm 1776      | Kingston                                                           | 1777 | Các thủ phủ của Tiểu bang New York. |
| New York Là tiểu bang năm 1776      | Hurley                                                             | 1777 | Các thủ phủ của Tiểu bang New York. |
| New York Là tiểu bang năm 1776      | Poughkeepsie                                                       | 1777 | Các thủ phủ của Tiểu bang New York. |
| New York Là tiểu bang năm 1776      | New York                                                           | 1788 | Thủ phủ của Tiểu bang New York. (Thủ phủ của Hoa Kỳ 1785–1788 and 1789–1790.) |
| New York Là tiểu bang năm 1776      | Albany                                                             | 1797 | Thủ phủ của Tiểu bang New York. |
| Bắc Carolina Là tiểu bang năm 1776  | San Agustín (FL)                                                   | 1565 | Thủ phủ của thuộc địa Tây Ban Nha la Florida. |
| Bắc Carolina Là tiểu bang năm 1776  | Charlestown (SC)                                                   | 1670 | Thủ phủ của Tỉnh Carolina thuộc Anh. |
| Bắc Carolina Là tiểu bang năm 1776  | Charlestown (SC)                                                   | 1707 | Thủ phủ của Tỉnh Carolina thuộc Anh. |
| Bắc Carolina Là tiểu bang năm 1776  | New Bern                                                           | 1712 | Thủ phủ của Tỉnh Bắc Carolina thuộc Anh. |
| Bắc Carolina Là tiểu bang năm 1776  | New Bern                                                           | 1776 | Các thủ phủ của Tiểu bang Bắc Carolina. |
| Bắc Carolina Là tiểu bang năm 1776  | Raleigh                                                            | 1794 | Các thủ phủ của Tiểu bang Bắc Carolina. |
| Bắc Dakota Là tiểu bang năm 1889    | Saint-Louis San Luis St. Louis (MO)                                | 1765 | Thủ phủ của đặc khu Tây Ban Nha Alta Louisiana (mặc dù đa số là người nói tiếng Pháp). |
| Bắc Dakota Là tiểu bang năm 1889    | Saint-Louis San Luis St. Louis (MO)                                | 1800 | Thủ phủ của đặc khu Pháp la Haute-Louisiane. |
| Bắc Dakota Là tiểu bang năm 1889    | Saint-Louis San Luis St. Louis (MO)                                | 1804 | Thủ phủ của Đặc khu Louisiana (dưới quyền của Lãnh thổ Indiana.) |
| Bắc Dakota Là tiểu bang năm 1889    | Saint-Louis San Luis St. Louis (MO)                                | 1805 | Thủ phủ của Lãnh thổ Louisiana. |
| Bắc Dakota Là tiểu bang năm 1889    | Saint-Louis San Luis St. Louis (MO)                                | 1812 | Thủ phủ của Lãnh thổ Missouri (1812-1821). |
| Bắc Dakota Là tiểu bang năm 1889    | Detroit (MI)                                                       | 1834 | Thủ phủ của Lãnh thổ Michigan (east of Missouri River và White Earth River 1834-1836.) |
| Bắc Dakota Là tiểu bang năm 1889    | Belmont (WI)                                                       | 1836 | Các thủ phủ của Lãnh thổ Wisconsin (phía đông Sông Missouri và Sông White Earth 1836-1838.) |
| Bắc Dakota Là tiểu bang năm 1889    | Burlington (IA)                                                    | 1837 | Các thủ phủ của Lãnh thổ Wisconsin (phía đông Sông Missouri và Sông White Earth 1836-1838.) |
| Bắc Dakota Là tiểu bang năm 1889    | Burlington (IA)                                                    | 1838 | Các thủ phủ của Lãnh thổ Iowa (phía đông Sông Missouri và Sông White Earth 1838-1846.) |
| Bắc Dakota Là tiểu bang năm 1889    | Iowa City (IA)                                                     | 1841 | Các thủ phủ của Lãnh thổ Iowa (phía đông Sông Missouri và Sông White Earth 1838-1846.) |
| Bắc Dakota Là tiểu bang năm 1889    | Saint Paul (MN)                                                    | 1849 | Thủ phủ của Lãnh thổ Minnesota (phía đông Sông Missouri và Sông White Earth 1849-1858.) |
| Bắc Dakota Là tiểu bang năm 1889    | Omaha (NE)                                                         | 1854 | Thủ phủ của Lãnh thổ Nebraska (phía tây Sông Missouri và Sông White Earth 1854-1861.) |
| Bắc Dakota Là tiểu bang năm 1889    | Yankton (SD)                                                       | 1861 | Các thủ phủ của Lãnh thổ Dakota. |
| Bắc Dakota Là tiểu bang năm 1889    | Bismarck                                                           | 1883 | Các thủ phủ của Lãnh thổ Dakota. |
| Bắc Dakota Là tiểu bang năm 1889    | Bismarck                                                           | 1889 | Thủ phủ của Tiểu bang Bắc Dakota. |
| Ohio Là tiểu bang năm 1803          | Marietta                                                           | 1788 | Các thủ phủ của Lãnh thổ Tây Bắc Sông Ohia. |
| Ohio Là tiểu bang năm 1803          | Chillicothe                                                        | 1800 | Các thủ phủ của Lãnh thổ Tây Bắc Sông Ohia. |
| Ohio Là tiểu bang năm 1803          | Chillicothe                                                        | 1803 | Các thủ phủ của Tiểu bang Ohio. |
| Ohio Là tiểu bang năm 1803          | Zanesville                                                         | 1810 | Các thủ phủ của Tiểu bang Ohio. |
| Ohio Là tiểu bang năm 1803          | Chillicothe                                                        | 1812 | Các thủ phủ của Tiểu bang Ohio. |
| Ohio Là tiểu bang năm 1803          | Columbus                                                           | 1816 | Các thủ phủ của Tiểu bang Ohio. |
| Oklahoma Là tiểu bang năm 1907      | Saint-Louis San Luis St. Louis (MO)                                | 1765 | Thủ phủ của đặc khu Tây Ban Nha Alta Louisiana (mặc dù đa số là người nói tiếng Pháp). |
| Oklahoma Là tiểu bang năm 1907      | Saint-Louis San Luis St. Louis (MO)                                | 1800 | Thủ phủ của đặc khu Pháp la Haute-Louisiane. |
| Oklahoma Là tiểu bang năm 1907      | Saint-Louis San Luis St. Louis (MO)                                | 1804 | Thủ phủ của Đặc khu Louisiana (dưới quyền của Lãnh thổ Indiana.) |
| Oklahoma Là tiểu bang năm 1907      | Saint-Louis San Luis St. Louis (MO)                                | 1805 | Thủ phủ của Lãnh thổ Louisiana. |
| Oklahoma Là tiểu bang năm 1907      | Saint-Louis San Luis St. Louis (MO)                                | 1812 | Thủ phủ của Lãnh thổ Missouri. |
| Oklahoma Là tiểu bang năm 1907      | Arkansas Post (AR)                                                 | 1819 | Các thủ phủ của Lãnh thổ Arkansaw (phía nam vĩ tuyến 36°30' bắc 1819-1824, Đông Nam Oklahoma 1824-1828.)                                                                                           |
| Oklahoma Là tiểu bang năm 1907      | Little Rock (AR)                                                   | 1821 | Các thủ phủ của Lãnh thổ Arkansaw (phía nam vĩ tuyến 36°30' bắc 1819-1824, Đông Nam Oklahoma 1824-1828.)                                                                                           |
| Oklahoma Là tiểu bang năm 1907      | Tahlequah                                                          | 1838 | Thủ phủ của Xứ Cherokee. |
| Oklahoma Là tiểu bang năm 1907      | Tuskahoma                                                          | 1838 | Thủ phủ của Xứ Choctaw. |
| Oklahoma Là tiểu bang năm 1907      | Tishomingo                                                         | 1855 | Thủ phủ của Xứ Chickasaw. |
| Oklahoma Là tiểu bang năm 1907      | Wewoka                                                             | 1866 | Thủ phủ của Xứ Seminole. |
| Oklahoma Là tiểu bang năm 1907      | Okmulgee                                                           | 1867 | Thủ phủ của Xứ Creek. |
| Oklahoma Là tiểu bang năm 1907      | Guthrie                                                            | 1889 | Thủ phủ của Lãnh thổ Oklahoma. |
| Oklahoma Là tiểu bang năm 1907      | Guthrie                                                            | 1907 | Các thủ phủ của Tiểu bang Oklahoma. |
| Oklahoma Là tiểu bang năm 1907      | Oklahoma City                                                      | 1910 | Các thủ phủ của Tiểu bang Oklahoma. |
| Oregon Là tiểu bang năm 1859        | Fort Vancouver (WA)                                                | 1825 | Thủ phủ de facto của Xứ Oregon. |
| Oregon Là tiểu bang năm 1859        | Oregon City                                                        | 1843 | Thủ phủ của Chính phủ Lâm thời của Oregon ở Xứ Oregon. |
| Oregon Là tiểu bang năm 1859        | Oregon City                                                        | 1848 | Các thủ phủ của Lãnh thổ Oregon. |
| Oregon Là tiểu bang năm 1859        | Salem                                                              | 1851 | Các thủ phủ của Lãnh thổ Oregon. |
| Oregon Là tiểu bang năm 1859        | Corvallis                                                          | 1855 | Các thủ phủ của Lãnh thổ Oregon. |
| Oregon Là tiểu bang năm 1859        | Salem                                                              | 1855 | Các thủ phủ của Lãnh thổ Oregon. |
| Oregon Là tiểu bang năm 1859        | Salem                                                              | 1859 | Thủ phủ của Tiểu bang Oregon. |
| Pennsylvania Là tiểu bang năm 1776  | Philadelphia                                                       | 1682 | Thủ phủ của Thuộc địa Pennsylvania thuộc Anh. |
| Pennsylvania Là tiểu bang năm 1776  | Philadelphia                                                       | 1707 | Thủ phủ của Thuộc địa Pennsylvania thuộc Anh. |
| Pennsylvania Là tiểu bang năm 1776  | Philadelphia                                                       | 1776 | Thủ phủ của Thịnh vượng chung Pennsylvania. (Thủ phủ của Hoa Kỳ 1776, 1777, 1778-1783, and 1790-1800.)                                                                                             |
| Pennsylvania Là tiểu bang năm 1776  | Lancaster                                                          | 1799 | Thủ phủ của Thịnh vượng chung Pennsylvania. (Thủ phủ của Hoa Kỳ 1777.) |
| Pennsylvania Là tiểu bang năm 1776  | Harrisburg                                                         | 1812 | Thủ phủ của Thịnh vượng chung Pennsylvania. |
| Rhode Island Là tiểu bang năm 1776  | Providence                                                         | 1636 | Thủ phủ của Thuộc địa Providence thuộc Anh 1636-1663. |
| Rhode Island Là tiểu bang năm 1776  | Portsmouth                                                         | 1639 | Thủ phủ của Thuộc địa Aquidneck Island thuộc Anh 1639-1644. |
| Rhode Island Là tiểu bang năm 1776  | Portsmouth                                                         | 1644 | Thủ phủ của Thuộc địa Rhode Island thuộc Anh 1644-1663. |
| Rhode Island Là tiểu bang năm 1776  | Providence                                                         | 1663 | Thủ phủ của Thuộc địa Rhode Island và Providence thuộc Anh. |
| Rhode Island Là tiểu bang năm 1776  | Boston (MA)                                                        | 1686 | Thủ phủ của Thuộc địa tự trị New-England tại Mỹ châu thuộc Anh. |
| Rhode Island Là tiểu bang năm 1776  | Providence                                                         | 1689 | Thủ phủ của Thuộc địa Rhode Island và Providence thuộc Anh. |
| Rhode Island Là tiểu bang năm 1776  | Providence                                                         | 1707 | Thủ phủ của Thuộc địa Rhode Island và Providence. |
| Rhode Island Là tiểu bang năm 1776  | 5 thủ phủ                                                          | 1776 | từ năm 1776 đến 1853, lập pháp Tiểu bang Rhode Island và Providence thay đổi nơi họp trong các quận lỵ của 5 quận trong tiểu bang: Providence, Newport, East Greenwich, Nam Kingstown, và Bristol. |
| Rhode Island Là tiểu bang năm 1776  | Các thủ phủ phối hợp                                               | 1854 | Từ năm 1854 đến 1899, lập pháp của Tiểu bang Rhode Island và Providence thay đổi chỗ hợp giữa Providence và Newport.                                                                               |
| Rhode Island Là tiểu bang năm 1776  | Providence                                                         | 1900 | Thủ phủ của Tiểu bang Rhode Island và Providence. |
| Nam Carolina Là tiểu bang năm 1776  | San Agustín (FL)                                                   | 1565 | Thủ phủ của thuộc địa Tây Ban Nha la Florida. |
| Nam Carolina Là tiểu bang năm 1776  | Charlestown                                                        | 1670 | Thủ phủ của Tỉnh Carolina thuộc Anh. |
| Nam Carolina Là tiểu bang năm 1776  | Charlestown                                                        | 1707 | Thủ phủ của Tỉnh Carolina thuộc Anh. |
| Nam Carolina Là tiểu bang năm 1776  | Charlestown                                                        | 1712 | Thủ phủ của Tỉnh Nam Carolina thuộc Anh. |
| Nam Carolina Là tiểu bang năm 1776  | Charlestown                                                        | 1776 | Các thủ phủ của Tiểu bang Nam Carolina. |
| Nam Carolina Là tiểu bang năm 1776  | Columbia                                                           | 1786 | Các thủ phủ của Tiểu bang Nam Carolina. |
| Nam Dakota Là tiểu bang năm 1889    | Saint-Louis San Luis St. Louis (MO)                                | 1765 | Thủ phủ của đặc khu Tây Ban Nha Alta Louisiana (mặc dù đa số là người nói tiếng Pháp). |
| Nam Dakota Là tiểu bang năm 1889    | Saint-Louis San Luis St. Louis (MO)                                | 1800 | Thủ phủ của đặc khu Pháp la Haute-Louisiane. |
| Nam Dakota Là tiểu bang năm 1889    | Saint-Louis San Luis St. Louis (MO)                                | 1804 | Thủ phủ của Đặc khu Louisiana (dưới quyền của Lãnh thổ Indiana.) |
| Nam Dakota Là tiểu bang năm 1889    | Saint-Louis San Luis St. Louis (MO)                                | 1805 | Thủ phủ của Lãnh thổ Louisiana. |
| Nam Dakota Là tiểu bang năm 1889    | Saint-Louis San Luis St. Louis (MO)                                | 1812 | Thủ phủ của Lãnh thổ Missouri (1812-1821). |
| Nam Dakota Là tiểu bang năm 1889    | Detroit (MI)                                                       | 1834 | Thủ phủ của Lãnh thổ Michigan (phía đông Sông Missouri 1834-1836.) |
| Nam Dakota Là tiểu bang năm 1889    | Belmont (WI)                                                       | 1836 | Các thủ phủ của Lãnh thổ Wisconsin (phía đông Sông Missouri 1836-1838.) |
| Nam Dakota Là tiểu bang năm 1889    | Burlington (IA)                                                    | 1837 | Các thủ phủ của Lãnh thổ Wisconsin (phía đông Sông Missouri 1836-1838.) |
| Nam Dakota Là tiểu bang năm 1889    | Burlington (IA)                                                    | 1838 | Các thủ phủ của Lãnh thổ Iowa (phía đông Sông Missouri 1838-1846.) |
| Nam Dakota Là tiểu bang năm 1889    | Iowa City (IA)                                                     | 1841 | Các thủ phủ của Lãnh thổ Iowa (phía đông Sông Missouri 1838-1846.) |
| Nam Dakota Là tiểu bang năm 1889    | Saint Paul (MN)                                                    | 1849 | Thủ phủ của Lãnh thổ Minnesota (phía đông Sông Missouri 1849-1858.) |
| Nam Dakota Là tiểu bang năm 1889    | Omaha (NE)                                                         | 1854 | Thủ phủ của Lãnh thổ Nebraska (phía tây Sông Missouri 1854-1861.) |
| Nam Dakota Là tiểu bang năm 1889    | Yankton                                                            | 1861 | Các thủ phủ của Lãnh thổ Dakota. |
| Nam Dakota Là tiểu bang năm 1889    | Bismarck (ND)                                                      | 1883 | Các thủ phủ của Lãnh thổ Dakota. |
| Nam Dakota Là tiểu bang năm 1889    | Pierre                                                             | 1889 | Thủ phủ của Tiểu bang Nam Dakota. |
| Tennessee Là tiểu bang năm 1796     | New Bern (NC)                                                      | 1712 | Thủ phủ của Tỉnh Bắc Carolina thuộc Anh. |
| Tennessee Là tiểu bang năm 1796     | New Bern (NC)                                                      | 1776 | Thủ phủ của Tiểu bang Bắc Carolina. |
| Tennessee Là tiểu bang năm 1796     | Rocky Mount                                                        | 1790 | Các thủ phủ của Lãnh thổ miền nam Sông Ohio. |
| Tennessee Là tiểu bang năm 1796     | White's Fort Knoxville                                             | 1791 | Các thủ phủ của Lãnh thổ miền nam Sông Ohio. |
| Tennessee Là tiểu bang năm 1796     | White's Fort Knoxville                                             | 1796 | Thủ phủ của Tiểu bang Tennessee. |
| Tennessee Là tiểu bang năm 1796     | Kingston                                                           | 1807 | Thủ phủ của Tiểu bang Tennessee chỉ một ngày vào năm 1807 để thực hiện tuân thủ hiệp ước với Xứ Cherokee.                                                                                          |
| Tennessee Là tiểu bang năm 1796     | Knoxville                                                          | 1807 | Các thủ phủ của Tiểu bang Tennessee. |
| Tennessee Là tiểu bang năm 1796     | Nashville                                                          | 1812 | Các thủ phủ của Tiểu bang Tennessee. |
| Tennessee Là tiểu bang năm 1796     | Knoxville                                                          | 1817 | Các thủ phủ của Tiểu bang Tennessee. |
| Tennessee Là tiểu bang năm 1796     | Murfreesboro                                                       | 1818 | Các thủ phủ của Tiểu bang Tennessee. |
| Tennessee Là tiểu bang năm 1796     | Nashville                                                          | 1826 | Các thủ phủ của Tiểu bang Tennessee. |
| Texas Là tiểu bang năm 1845         | Los Adaes (LA)                                                     | 1721 | Các thủ phủ của thuộc địa Tây Ban Nha Tejas. |
| Texas Là tiểu bang năm 1845         | San Antonio de Béxar (bây giờ là San Antonio)                      | 1772 | Các thủ phủ của thuộc địa Tây Ban Nha Tejas. |
| Texas Là tiểu bang năm 1845         | Saltillo (COA)                                                     | 1824 | Các thủ phủ của Tỉnh Coahuila y Tejas thuộc México. |
| Texas Là tiểu bang năm 1845         | Monclova (COA)                                                     | 1833 | Các thủ phủ của Tỉnh Coahuila y Tejas thuộc México. |
| Texas Là tiểu bang năm 1845         | Washington (hiện tại là Washington-on-the-Brazos)                  | 1836 | Các thủ phủ của Cộng hòa Texas. |
| Texas Là tiểu bang năm 1845         | Galveston                                                          | 1836 | Các thủ phủ của Cộng hòa Texas. |
| Texas Là tiểu bang năm 1845         | Harrisburg                                                         | 1836 | Các thủ phủ của Cộng hòa Texas. |
| Texas Là tiểu bang năm 1845         | Velasco                                                            | 1836 | Các thủ phủ của Cộng hòa Texas. |
| Texas Là tiểu bang năm 1845         | Columbia                                                           | 1836 | Các thủ phủ của Cộng hòa Texas. |
| Texas Là tiểu bang năm 1845         | Houston                                                            | 1837 | Các thủ phủ của Cộng hòa Texas. |
| Texas Là tiểu bang năm 1845         | Austin                                                             | 1839 | Các thủ phủ của Cộng hòa Texas. |
| Texas Là tiểu bang năm 1845         | Austin                                                             | 1845 | Thủ phủ của Tiểu bang Texas. |
| Utah Là tiểu bang năm 1896          | Salt Lake City                                                     | 1849 | Thủ phủ của Lãnh thổ Deseret ngoài vòng pháp luật. |
| Utah Là tiểu bang năm 1896          | Fillmore                                                           | 1850 | Các thủ phủ của Lãnh thổ Utah. |
| Utah Là tiểu bang năm 1896          | Salt Lake City                                                     | 1858 | Các thủ phủ của Lãnh thổ Utah. |
| Utah Là tiểu bang năm 1896          | Salt Lake City                                                     | 1896 | Thủ phủ của Tiểu bang Utah. |
| Vermont Là tiểu bang năm 1791       | Westminster                                                        | 1777 | Thủ phủ của Cộng hòa New Connecticut. |
| Vermont Là tiểu bang năm 1791       | Windsor                                                            | 1777 | Thủ phủ của Cộng hòa Vermont. |
| Vermont Là tiểu bang năm 1791       | Windsor                                                            | 1791 | Các thủ phủ của Tiểu bang Vermont. |
| Vermont Là tiểu bang năm 1791       | Montpelier                                                         | 1805 | Các thủ phủ của Tiểu bang Vermont. |
| Virginia Là tiểu bang năm 1776      | Jamestown                                                          | 1619 | Các thủ phủ của Thuộc địa Virginia thuộc Anh. |
| Virginia Là tiểu bang năm 1776      | Thuộc địa Trung Williamsburg                                       | 1699 | Các thủ phủ của Thuộc địa Virginia thuộc Anh. |
| Virginia Là tiểu bang năm 1776      | Thuộc địa Trung Williamsburg                                       | 1707 | Thủ phủ của Thuộc địa Virginia thuộc Anh. |
| Virginia Là tiểu bang năm 1776      | Thuộc địa Trung Williamsburg                                       | 1776 | Thủ phủ của Thịnh vượng chung Virginia. |
| Virginia Là tiểu bang năm 1776      | Richmond                                                           | 1780 | Thủ phủ của Thịnh vượng chung Virginia. (Thủ phủ của Liên minh các bang miền nam Hoa Kỳ 1861-1865.) (Một chính quyền tiểu bang đối kháng thân Liên bang hoạt động từ Wheeling 1861-1863.)          |
| Washington Là tiểu bang năm 1889    | Fort Vancouver                                                     | 1825 | Thủ phủ de facto của Xứ Oregon. |
| Washington Là tiểu bang năm 1889    | Oregon City (OR)                                                   | 1843 | Thủ phủ của Chính phủ Lâm thời của Oregon tại Xứ Oregon. |
| Washington Là tiểu bang năm 1889    | Oregon City (OR)                                                   | 1848 | Các thủ phủ của Lãnh thổ Oregon. |
| Washington Là tiểu bang năm 1889    | Salem (OR)                                                         | 1851 | Các thủ phủ của Lãnh thổ Oregon. |
| Washington Là tiểu bang năm 1889    | Olympia                                                            | 1853 | Thủ phủ của Lãnh thổ Washington. |
| Washington Là tiểu bang năm 1889    | Olympia                                                            | 1889 | Thủ phủ của Tiểu bang Washington. |
| Tây Virginia Là tiểu bang năm 1863  | Williamsburg (VA)                                                  | 1699 | Thủ phủ của Thuộc địa Virginia thuộc Anh. |
| Tây Virginia Là tiểu bang năm 1863  | Williamsburg (VA)                                                  | 1707 | Thủ phủ của Thuộc địa Virginia thuộc Anh. |
| Tây Virginia Là tiểu bang năm 1863  | Williamsburg (VA)                                                  | 1776 | Các thủ phủ của Thịnh vượng chung Virginia. |
| Tây Virginia Là tiểu bang năm 1863  | Richmond (VA)                                                      | 1780 | Các thủ phủ của Thịnh vượng chung Virginia. |
| Tây Virginia Là tiểu bang năm 1863  | Wheeling                                                           | 1861 | Thủ phủ của chính quyền thân Liên bang và đối nghịch với Thịnh vượng chung Virginia. |
| Tây Virginia Là tiểu bang năm 1863  | Wheeling                                                           | 1863 | Các thủ phủ của Tiểu bang Tây Virginia. |
| Tây Virginia Là tiểu bang năm 1863  | Charleston                                                         | 1870 | Các thủ phủ của Tiểu bang Tây Virginia. |
| Tây Virginia Là tiểu bang năm 1863  | Wheeling                                                           | 1875 | Các thủ phủ của Tiểu bang Tây Virginia. |
| Tây Virginia Là tiểu bang năm 1863  | Charleston                                                         | 1885 | Các thủ phủ của Tiểu bang Tây Virginia. |
| Wisconsin Là tiểu bang năm 1848     | Marietta (OH)                                                      | 1788 | Thủ phủ của Lãnh thổ Tây Bắc Sông Ohia. |
| Wisconsin Là tiểu bang năm 1848     | Vincennes (IN)                                                     | 1800 | Thủ phủ của Lãnh thổ Indiana. |
| Wisconsin Là tiểu bang năm 1848     | Kaskaskia (IL)                                                     | 1809 | Thủ phủ của Lãnh thổ Illinois. |
| Wisconsin Là tiểu bang năm 1848     | Detroit (MI)                                                       | 1818 | Thủ phủ của Lãnh thổ Michigan. |
| Wisconsin Là tiểu bang năm 1848     | Belmont                                                            | 1836 | Các thủ phủ của Lãnh thổ Wisconsin. |
| Wisconsin Là tiểu bang năm 1848     | Burlington (IA)                                                    | 1837 | Các thủ phủ của Lãnh thổ Wisconsin. |
| Wisconsin Là tiểu bang năm 1848     | Madison                                                            | 1838 | Các thủ phủ của Lãnh thổ Wisconsin. |
| Wisconsin Là tiểu bang năm 1848     | Madison                                                            | 1848 | Thủ phủ của Tiểu bang Wisconsin. |
| Wyoming Là tiểu bang năm 1890       | Lewiston (ID)                                                      | 1863 | Thủ phủ của Lãnh thổ Idaho. |
| Wyoming Là tiểu bang năm 1890       | Yankton (SD)                                                       | 1864 | Thủ phủ của Lãnh thổ Dakota. |
| Wyoming Là tiểu bang năm 1890       | Cheyenne                                                           | 1869 | Thủ phủ của Lãnh thổ Wyoming. |
| Wyoming Là tiểu bang năm 1890       | Cheyenne                                                           | 1890 | Thủ phủ của Tiểu bang Wyoming. |